# Drzewostany Puszczy Białowieskiej

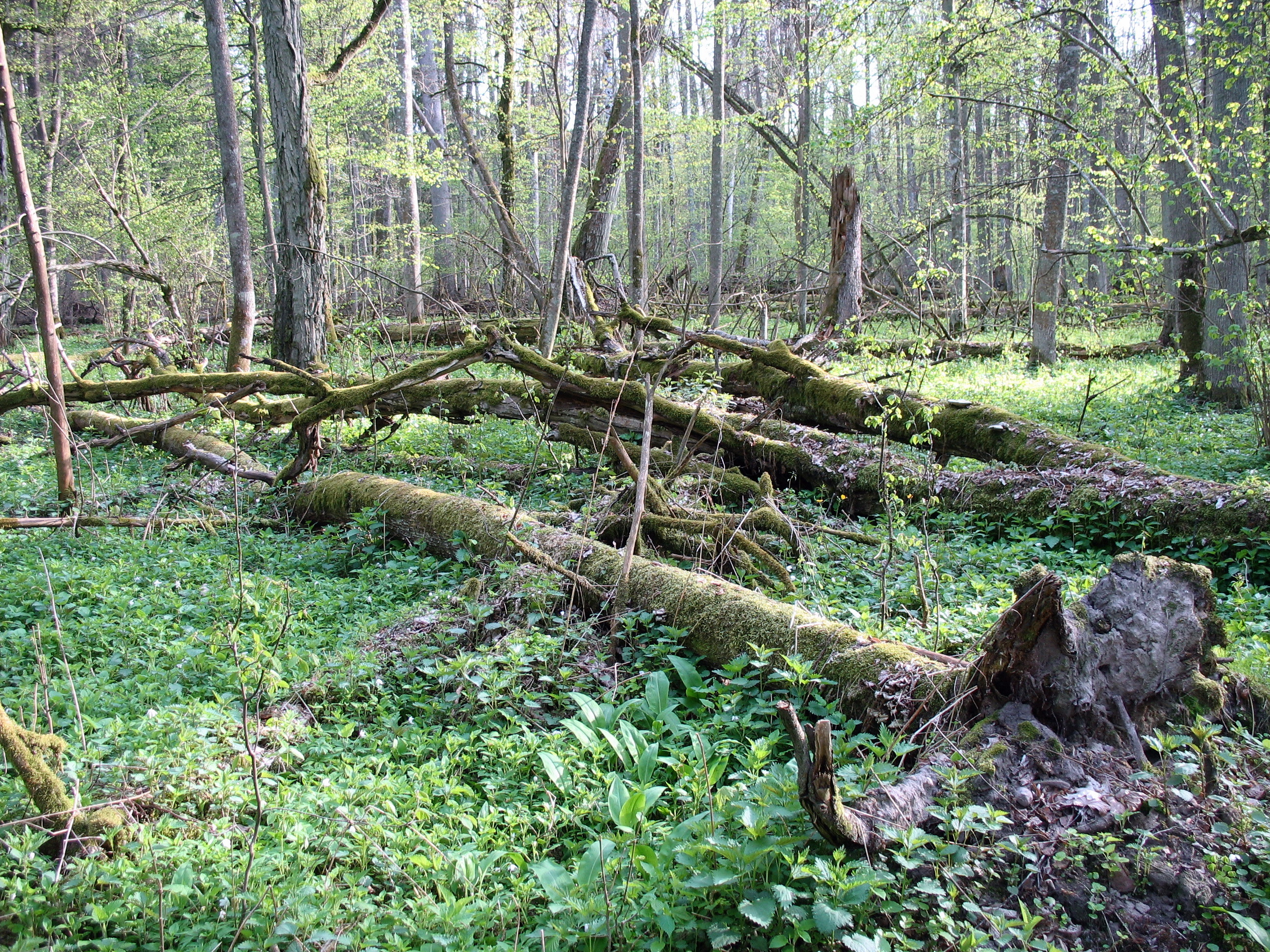
Rezerwat ścisły BPN

W Puszczy Białowieskiej zachowały się ostatnie na Nizinie Środkowoeuropejskiej fragmenty lasów o charakterze pierwotnym. W Puszczy dominują lasy liściaste oraz mieszane. Obserwuje się zjawisko ustępowania sosny zwyczajnej z siedlisk terenu Białowieskiego Parku Narodowego (BPN) na rzecz gatunków liściastych.
W Puszczy rośnie 26 gatunków drzew, nie licząc gatunków uprawianych przez człowieka w parkach. Rozmiarami oraz wiekiem wyróżnia się dąb szypułkowy, najwyższym drzewem jest świerk. Spośród gatunków do niedawna występujących w Puszczy zaginął cis. Gatunkiem zagrożonym jest jodła pospolita. Z drugiej strony, na terenie Puszczy w wyniku działalności człowieka pojawiły się nowe gatunki.
Drzewostany w Puszczy tworzą obszerne połacie lasów o charakterze naturalnym charakteryzujące się zróżnicowaniem gatunkowym w zależności od siedliska. Ingerencja człowieka i zapotrzebowanie na pewne gatunki ze strony gospodarki leśnej wpływały na zmianę proporcji nasycenia pewnymi gatunkami. Drzewostany jednogatunkowe występują głównie w borach, będące wynikiem nasadzeń w okresie międzywojennym i powojennym.
Niemal równolegle z rozpoczęciem przemysłowej eksploatacji Puszczy podniosły się głosy za jej ochroną. Pierwsze rezerwaty utworzono w 1921 roku. Białowieski Park Narodowy utworzono na obszarze, który nigdy nie został poddany przemysłowej eksploatacji. Ingerencja ze strony człowieka była tu zawsze niewielka.

## Naturalna historia Puszczy

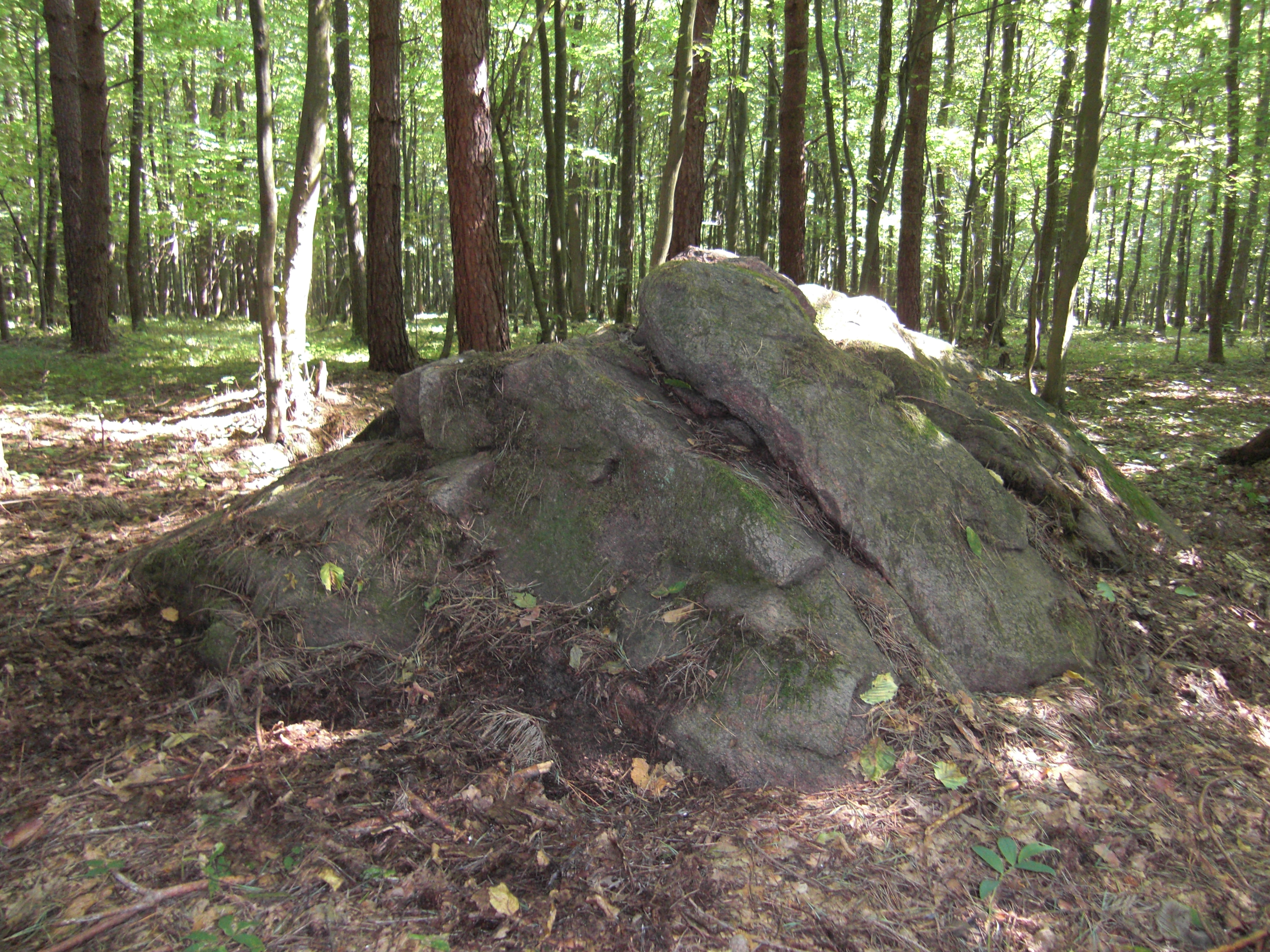
Głaz narzutowy w oddziale 178B, pozostałość po ostatnim zlodowaceniu

Cała flora występująca obecnie w Puszczy Białowieskiej formowała się stopniowo w wyniku migracji roślin z terenów niezlodowaciałych w zależności od zmian klimatycznych oraz tworzenia się i przekształcania gleb. Flora najpierw przybywała tu z południa i zachodu, później z północy i wschodu. Ciężkonasienne gatunki drzew (dąb, lipa, grab) były niezdolne do zajmowania bezleśnych terytoriów i mogły pojawić się dopiero wtedy, gdy lekkonasienne gatunki (brzoza, sosna, osika) już zalesiły terytorium i wytworzyły odpowiedni ekoklimat oraz glebę, na tyle żyzną, by mogły na niej się rozwijać gatunki bardziej wymagające. Nasiona tych gatunków były przynoszone przez ptaki.
Ocenia się, że w okresie częściowego ocieplenia klimatu (10–9 tys. lat p.n.e.) na terenie dzisiejszej puszczy pojawiły się lasy sosnowo-brzozowe, przy czym gatunkiem dominującym była sosna, brzoza występowała w charakterze domieszki. Na aluwiach rzecznych pojawia się, jakkolwiek rzadko, olcha, a w połowie tego okresu pojawiają się pierwsze świerki i leszczyna.
Lasy sosnowo-brzozowe wycofały się później na skutek oziębienia klimatu w okresie młodszego dryasu (9000–8250). Zmiany polegały głównie na zmniejszeniu powierzchni leśnej oraz poważnym wzroście roli brzóz, zwłaszcza brzóz krzewiastych oraz zbiorowisk roślin zielnych z dużym udziałem turzyc.
Lasy sosnowo-brzozowe wróciły w okresie preborealnym (8250–6750 p.n.e.) dając początek formacji leśnej na obszarze geograficznym, na którym występuje dziś Puszcza Białowieska. Gatunkiem dominującym tym razem była brzoza, lecz jej dominacja jest krótkotrwała. Stopniowo pojawia się grab, wiąz i lipa, które wraz z leszczyną tworzą zaczątki lasów mieszanych. Prowadzi to do ustąpienia lasów sosnowo-brzozowych. Później w okresie borealnym (6750–5500 p.n.e.) malał udział brzozy, a zwiększał się sosny, która maksymalnie rozprzestrzeniła się w holocenie. W okresie borealnym pojawia się klon. Świerk przybył w okresie subborealnym, tj. około 2500–500 p.n.e. Obecne typy lasów ukształtowały się około roku 500 p.n.e.
W okresie atlantyckim (5500–2500 p.n.e.) następuje wzrost udziału lasów liściastych. W okresie subborealnym (2500–500 p.n.e.) postępuje ochłodzenie klimatu ze wzrostem wilgotności. Udział borów sosnowych i mieszanych prawdopodobnie nie uległ zmianie, ale do ich składu dołączył świerk, nieznacznie wrasta też rola dębu. W okresie subatlantyckim (500 p.n.e. – 60 n.e.) zmniejszył się udział wiązu, dębu oraz lipy, a w podszycie leśnym znacząco ubywa leszczyny. Ponadto zmniejszyła się rola olchy, co jest wynikiem obniżenia poziomu wód gruntowych. Ochłodzenie klimatu sprzyja rozwojowi świerka.
Ostatni etap formowania się flory Puszczy polegał nie tyle na migracji nowych gatunków, co na częściowym lub całkowitym wymieraniu gatunków ciepłolubnych. Gdy nastąpiło rozrodzenie się świerka oraz runa leśnego lepiej rozwijającego się w niższej temperaturze, flora zubożała.

## Obecne typy lasów

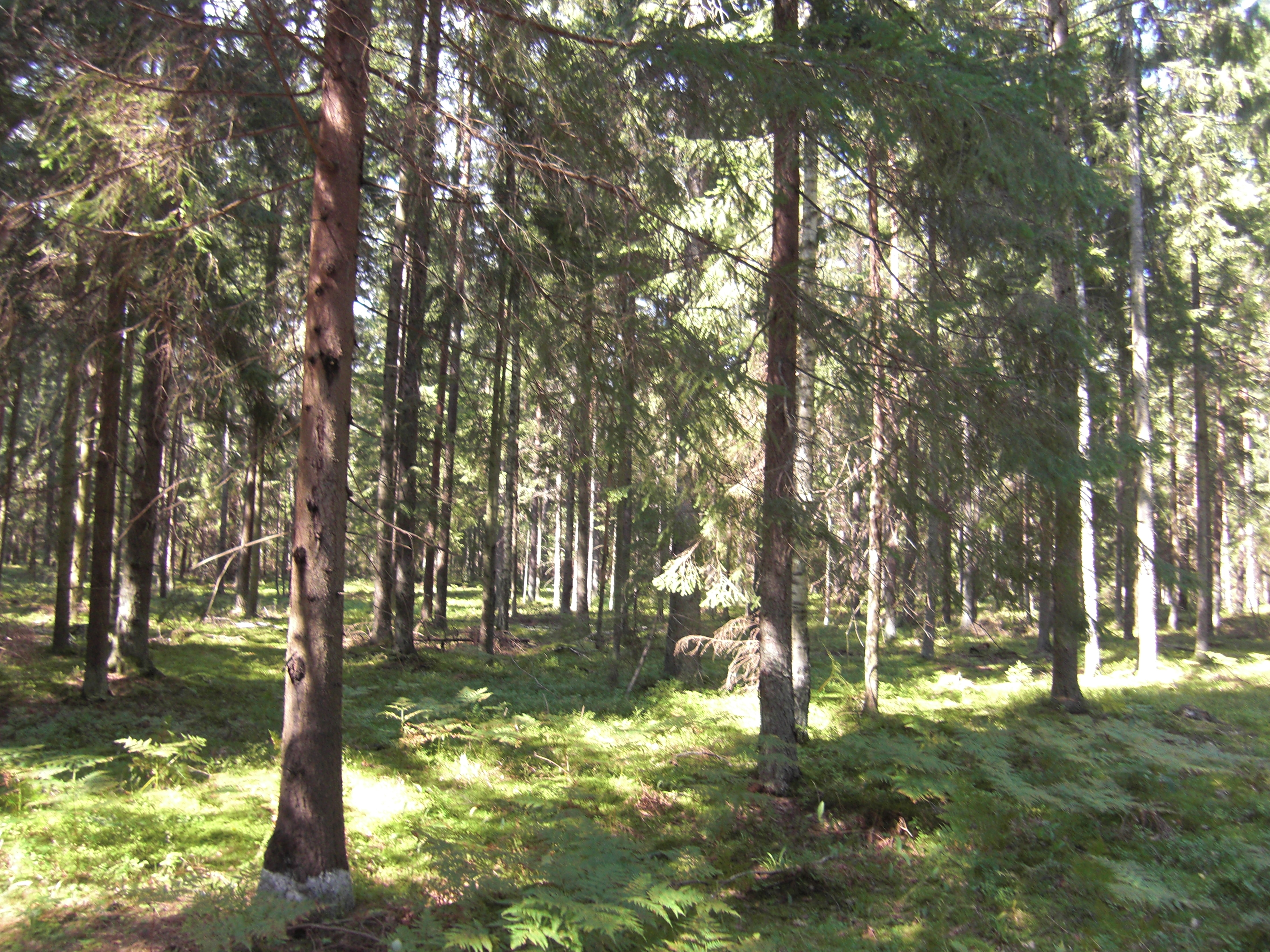
Bór iglasty

### Klasyfikacja

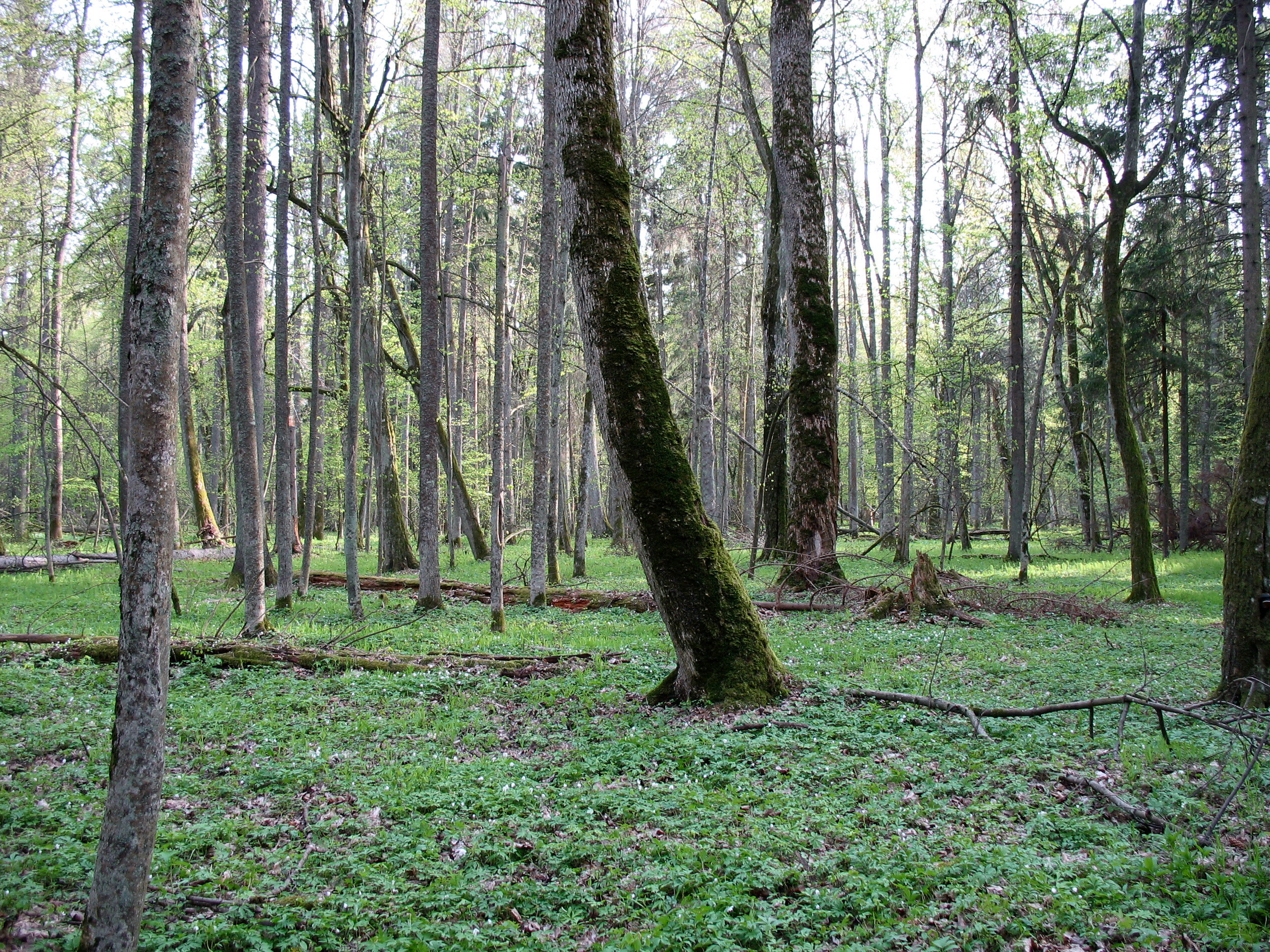
Grąd wysoki

Od najdawniejszych czasów rozróżniano typy lasów w Puszczy. Nazwy drzewostanów „grud”, „oles”, „jełosmycz”, „bór ljago”, „bór bagno” stosował już w 1559 roku G. B. Wołowicz. Terminy te używane były od dawna przez miejscową ludność. Termin „grud” (dzisiaj „grąd”) odnosił się do lasów liściastych, w których rósł grab, klon, brzost i lipa. Termin „jełosmycz” odnosił się do lasów świerkowych, „oles” do lasu z przewagą olszy i jesionu, „bór ljago” do borów sosnowych, a „bór bagno” do borów bagiennych.

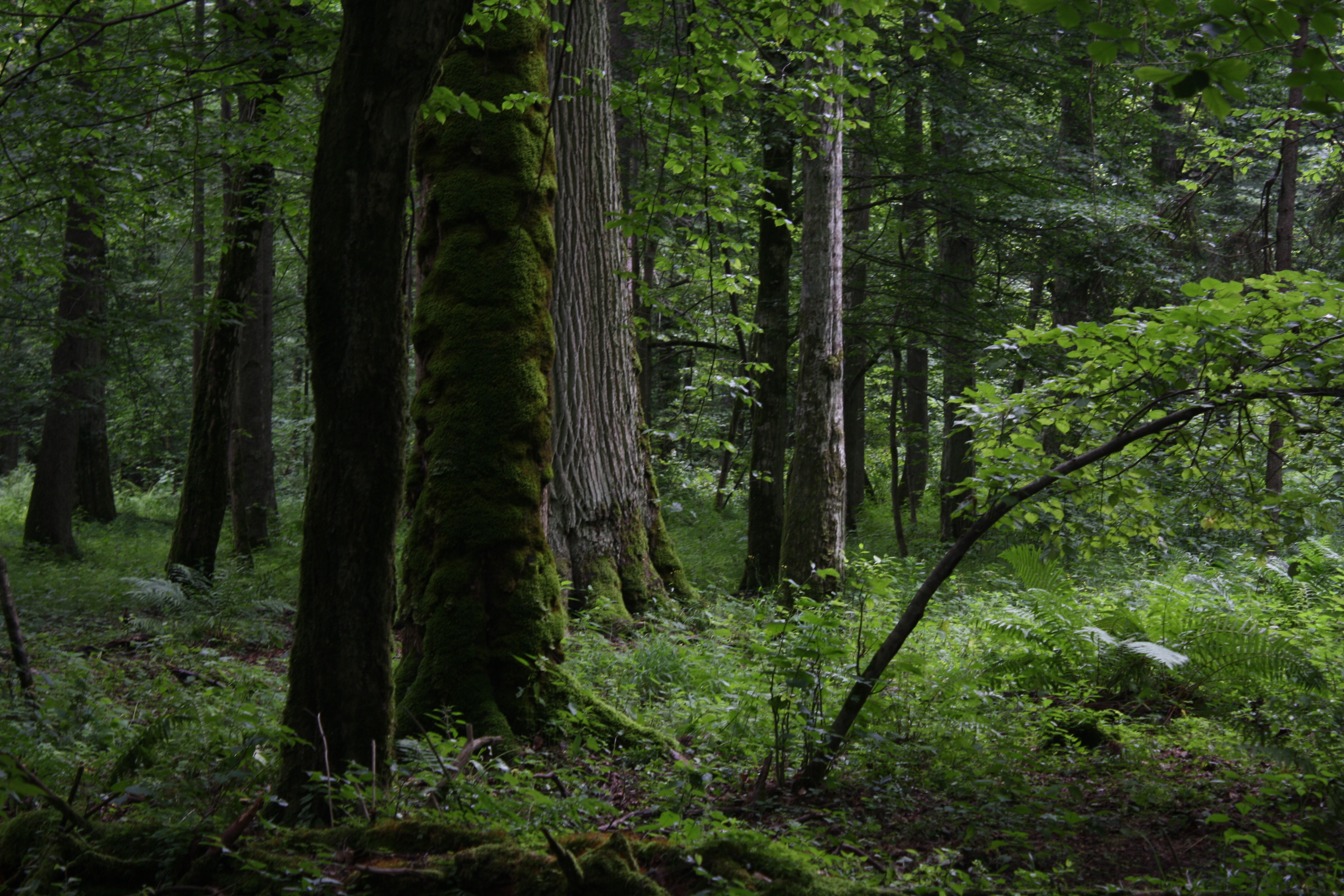
Grąd niski

Jan Jerzy Karpiński wyróżnił siedem typów lasów w Puszczy Białowieskiej: bór sosnowy, bór sosnowo-świerkowy (lub iglasty), bór sosnowo-świerkowo-dębowy (lub mieszany), bór bagienny, las liściasty świeży (lub grąd wysoki), las liściasty wilgotny (lub grąd niski) oraz las olchowo-jesionowy (lub ols). Na terenie zagospodarowanej części puszczy człowiek naruszył naturalne proporcje pomiędzy typami lasów, zachowały się one w prawie nienaruszonej formie w BPN. Ponadto zależy to od żyzności siedlisk. Przewaga drzew liściastych wynika stąd, że w środkowej części Puszczy dominują siedliska żyzne.
Janusz Bogdan Faliński zaproponował inną klasyfikację, według czterech klas zbiorowisk leśnych:
1. lasy liściaste i mieszane
2. lasy szpilkowe, czyli bory
3. lasy i zarośla bagienne, czyli olsy
4. łęgi wierzbowe[10][11].

Według Falińskiego w Puszczy przeważają grądy oraz bory mieszane. Grądy stanowią 47,2% zagospodarowanej części Puszczy i 44,4% w BPN, bory mieszane stanowią 26,5% części zagospodarowanej oraz 20,4% w BPN.

### Lasy liściaste i mieszane

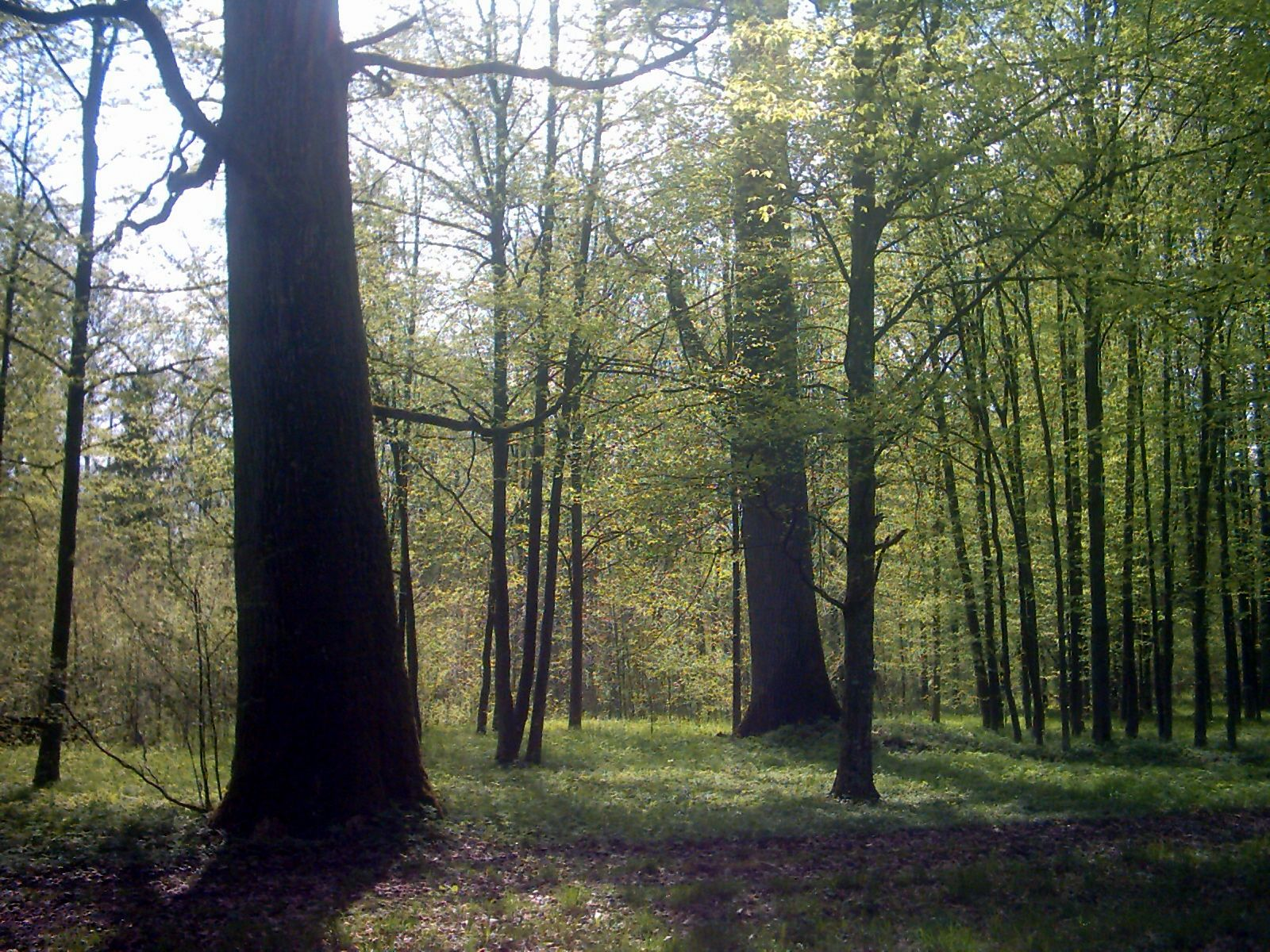
Dąbrowa świetlista koło wsi Budy

Grąd występuje w dwóch wariantach, jako grąd wysoki i niski. Grąd wysoki (lub las świeży) występuje na glinach z domieszką wapna, pokrytych grubą warstwą próchnicy, ze słabym wpływem wód gruntowych. Tło drzewostanu tworzy dąb i świerk, a w roli domieszki występuje w nim lipa, modrzew, osika, klon, grab. Najczęstszymi składnikami runa są: szczawik zajęczy, sałatnik leśny, przylaszczka pospolita, gwiazdnica wielkokwiatowa, dąbrówka rozłogowa, poziewnik szorstki, perłówka zwisła, zawilec gajowy, konwalijka dwulistna i turzyca palczasta. W podszyciu występuje leszczyna, trzmielina, suchodrzew, kruszyna, dereń, jarzębina, porzeczka alpejska oraz bez. Las tego typu jest rozpowszechniony w polskiej części Puszczy oraz w BPN.
Grąd niski (lub las wilgotny) występuje na pasach utworów kredowych pokrytych powłoką żyznych wilgotnych piasków i glin. Od grądu wysokiego różni się mniej zwartym tłem lasu, lecz w jego skład wchodzą potężniejsze graby, większa domieszka dębu i lipy. Pojedynczo występuje wiąz, jesion wyniosły, olcha czarna, brzoza omszona, topola osika. Runo jest podobne jak w grądzie wysokim, lecz zawiera także sobie właściwe elementy. Do najczęstszych składników runa należą: gajowiec żółty, marzanka wonna, gwiazdnica wielkokwiatowa, szczawik zajęczy, tojeść pospolita, turzyca leśna, dąbrówka rozłogowa, merzyk fałdowany oraz wietlica samicza. W podszyciu występuje kruszyna, bez czarny, bez koralowy, porzeczka czarna, kalina, czeremcha, dereń, trzmielina.
Grądy w rezerwacie ścisłym BPN, a więc w warunkach braku ingerencji ze strony człowieka, są wyjątkowo stabilne, w przeciwieństwie do lasów zależnych od wody. Zachodzące w nim zmiany mieszczą się w granicach naturalnej dynamiki, pomimo iż zmieniają się proporcje pomiędzy poszczególnymi gatunkami. Gatunki tworzące drzewostan grądu nie zanikają, ani nie wykazują tendencji ku zanikaniu. Zachodzą natomiast procesy unifikacyjne, zmniejszają się różnice pomiędzy podzespołami grądu. Być może jest to przejaw regeneracji lasów, po niedawnej presji ze strony człowieka.
Dąbrowa świetlista jest to las liściasty, którego drzewostan stanowiony jest przede wszystkim przez dąb szypułkowy. Niewielki jest udział innych drzew, którymi zwykle są: osika, grab i lipa. Całość stwarza wrażenie parku, w którym światło słoneczne dociera aż do runa. Runo jest bujne i bogatsze w gatunki niż w jakimkolwiek innym zbiorowisku leśnym. Dominują w nim gatunki ciepłolubne, spotykane częściej na południe i wschód od Puszczy. Podszyt jest skąpy i ogranicza się do leszczyn, pojedynczych grabów i trzmieliny brodawkowatej. Na runo składają się: pięciornik biały, jaskier wielokwiatowy, bodziszek leśny, naparstnica zwyczajna, dzwonek brzoskwiniolistny, dzwonek szczeciniasty, wyka kaszubska, miodunka wąskolistna, turzyca pagórkowa, ciemiężyk białokwiatowy, miodownik melisowaty, groszek wschodniokarpacki, groszek czerniejący, pszczelnik wąskolistny, dziewięćsił bezłodygowy i liczne koniczyny. Warstwa mchów jest uboga, tworzą ją głównie merzyki. Niektóre stanowiska dawnych dąbrów zostały zaprzepaszczone z chwilą założenia na nich osiedli. Park Pałacowy w Białowieży znajduje się w miejscu, gdzie dawniej była dąbrowa, natomiast właściwe osiedle zajęło miejsce dawnych grądów. Występujące w Puszczy głębokie żwirownie, efekt po XX-wiecznej działalności człowieka, pochłonęły kolejne stanowiska dąbrów.

### Bory iglaste

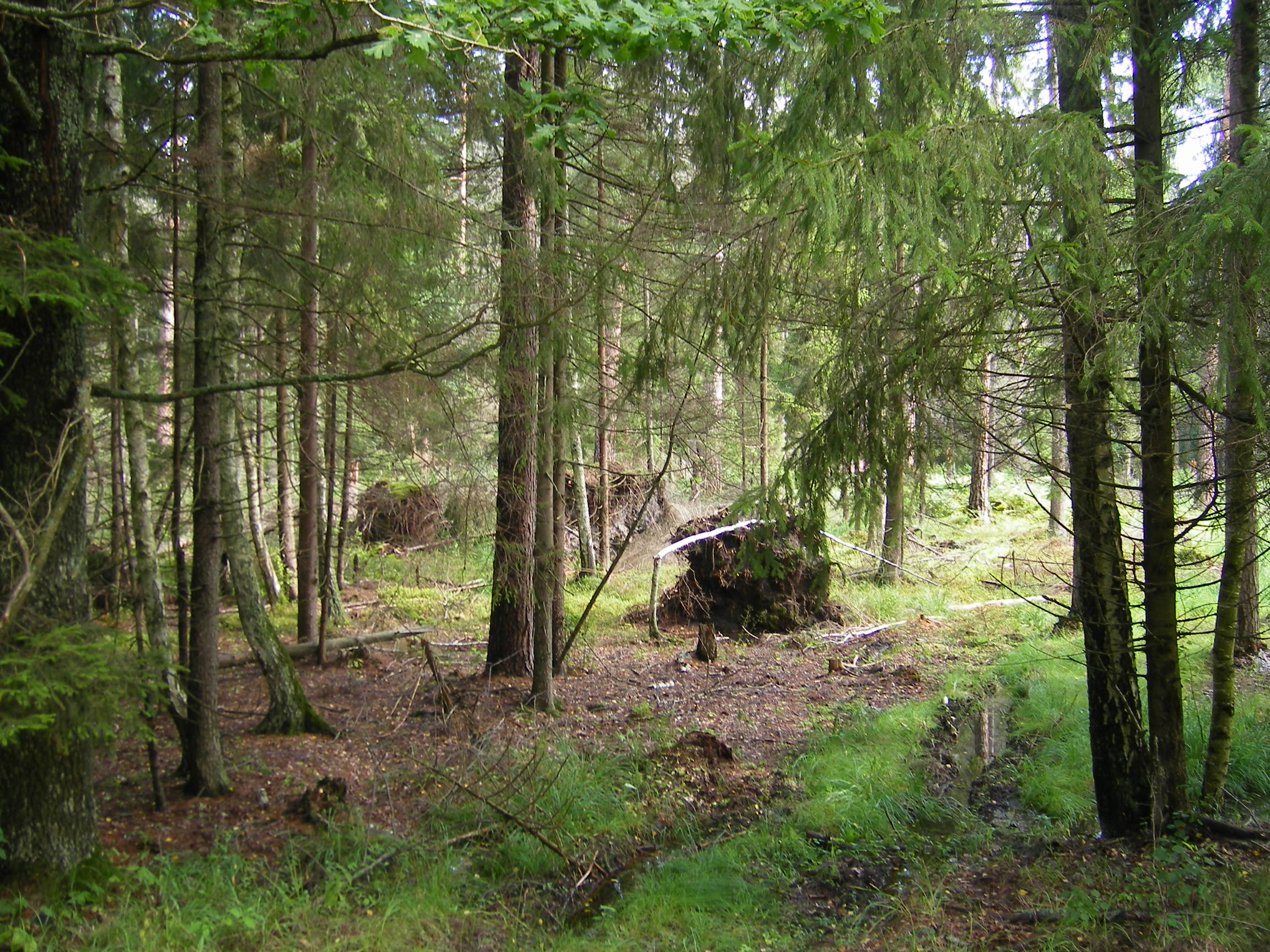
Bór iglasty, białoruska część Puszczy

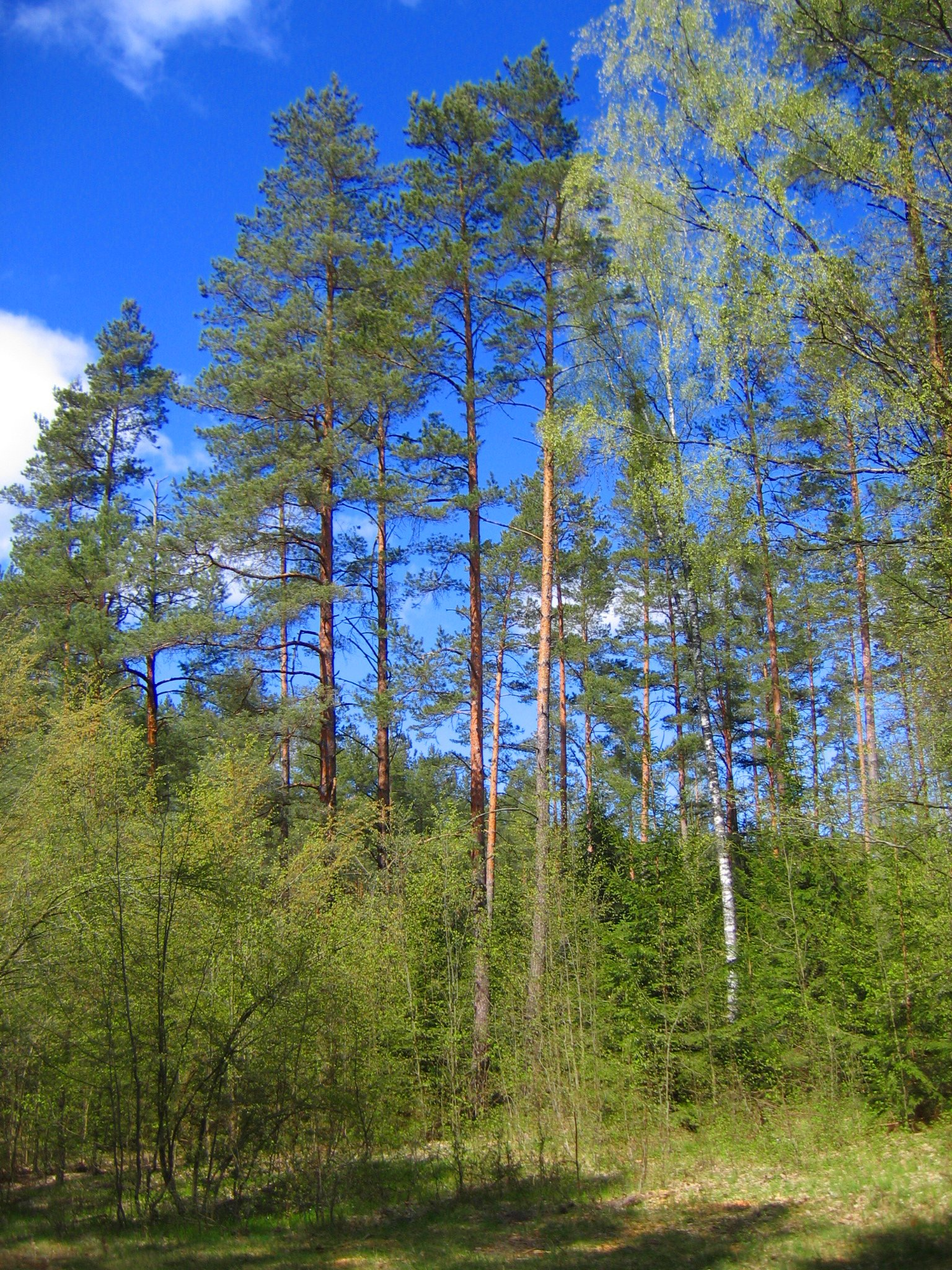
Bór mieszany w pobliżu Białowieży

Bór świeży zajmuje suche, świeże piaski, bez wyraźnego wpływu wody gruntowej. Drzewem dominującym jest sosna, w niewielkiej domieszce może występować brzoza i świerk. Charakterystycznymi dla runa gatunkami są: rokietnik pospolity, borówka brusznica, wrzos pospolity, widłoząb miotlasty. W skład podszycia wchodzi jałowiec, jarzębina, dąb.
Bór wilgotny zajmuje wilgotne piaski. Drzewami dominującymi są sosna i świerk, a gatunkiem domieszkowym jest brzoza. W skład podszycia wchodzi: kruszyna, jarzębina, jałowiec, wierzby krzewiaste. Charakterystycznymi dla runa gatunkami są: borówka czarna, rokiet pospolity, borówka brusznica, widłoząb falistolistny, gajnik lśniący. Gatunkami różnicującymi względem boru świeżego są: borówka bagienna, bagno zwyczajne, trzęślica modra i torfowiec odgięty.
Bór bagienny występuje na zabagnionych kotlinach i wklęsłościach terenu pozbawionych odpływu wody. Teren jest ukształtowany kępiasto, a pomiędzy kępami znajdują się dolinki zapełnione wodą. Dominują w nim karłowato rosnąca sosna, ponadto w charakterze domieszki brzoza omszona. Udział brzozy omszonej ma charakter jednostkowy. Podszycie jest mało zwarte i występuje w nim głównie sosna pochodząca z obfitego odnowienia naturalnego. Towarzyszy jej okazyjnie występująca brzoza omszona i wierzba szara. Runo jest ubogie w gatunki i ma charakter mozaikowy, tworzą je mchy torfowce, trzcina, wełnianka, żurawina, bobrek trójlistny i inne rośliny występujące na zabagnionych terenach torfiastych. Wśród krzewów występuje jako pozostałość polodowcowa brzoza niska. Jej nasiona rozsiewa nie wiatr, a roznosi je woda z topniejącego na wiosną śniegu na przedwiośniu.
Bór mieszany występuje na raczej ubogich siedliskach o kwaśnych glebach. Pod względem florystycznym oraz ekologicznym nawiązuje zarówno do lasów liściastych, jak i szpilkowych. Gatunkiem dominującym jest na ogół świerk, sosna, pomimo iż jest stałym składnikiem, pod względem ilościowym odgrywa niewielką rolę. Wśród borów mieszanych wyróżniane są dwa typy: bór mieszany świeży oraz bór mieszany wilgotny. W pierwszym woda gruntowa jest głęboka lub średnio głęboka, ponadto korzysta z krótkiej okresowej wody glebowo-opadowej. Drugi typ zajmuje gleby mineralne znajdujące się pod umiarkowanym lub dość silnym wpływem wody gruntowej lub glebowo-opadowej. Bór mieszany świeży tworzony jest przez sosnę i świerk, w charakterze domieszki występuje dąb, modrzew, brzoza. Podszyt stanowiony jest przez jałowiec, jarzębinę, suchodrzew, leszczynę, kruszynę i trzmielinę. Runo jest urozmaicone, częstymi jego składnikami są: borówka czarna, rokiet pospolity, gajnik lśniący, siódmaczek leśny, kosmatka owłosiona i inne.
Drzewostany boru mieszanego wilgotnego stanowione są przez świerk oraz sosnę, gatunkami domieszkowymi są: dąb, brzoza, osika.
Podszyt leśny jest reprezentowany przez kruszynę, wierzby krzewiaste, leszczynę, jarzębinę, jałowiec. Runo stanowione jest głównie przez: borówkę czarną, trzęślicę modrą, torfowiec, fałdownik trzyrzędowy, siódmaczek leśny, rokiet pospolity, gajnik lśniący, kosmatkę owłosioną, borówkę bagienną i bagno pospolite.

### Olsy

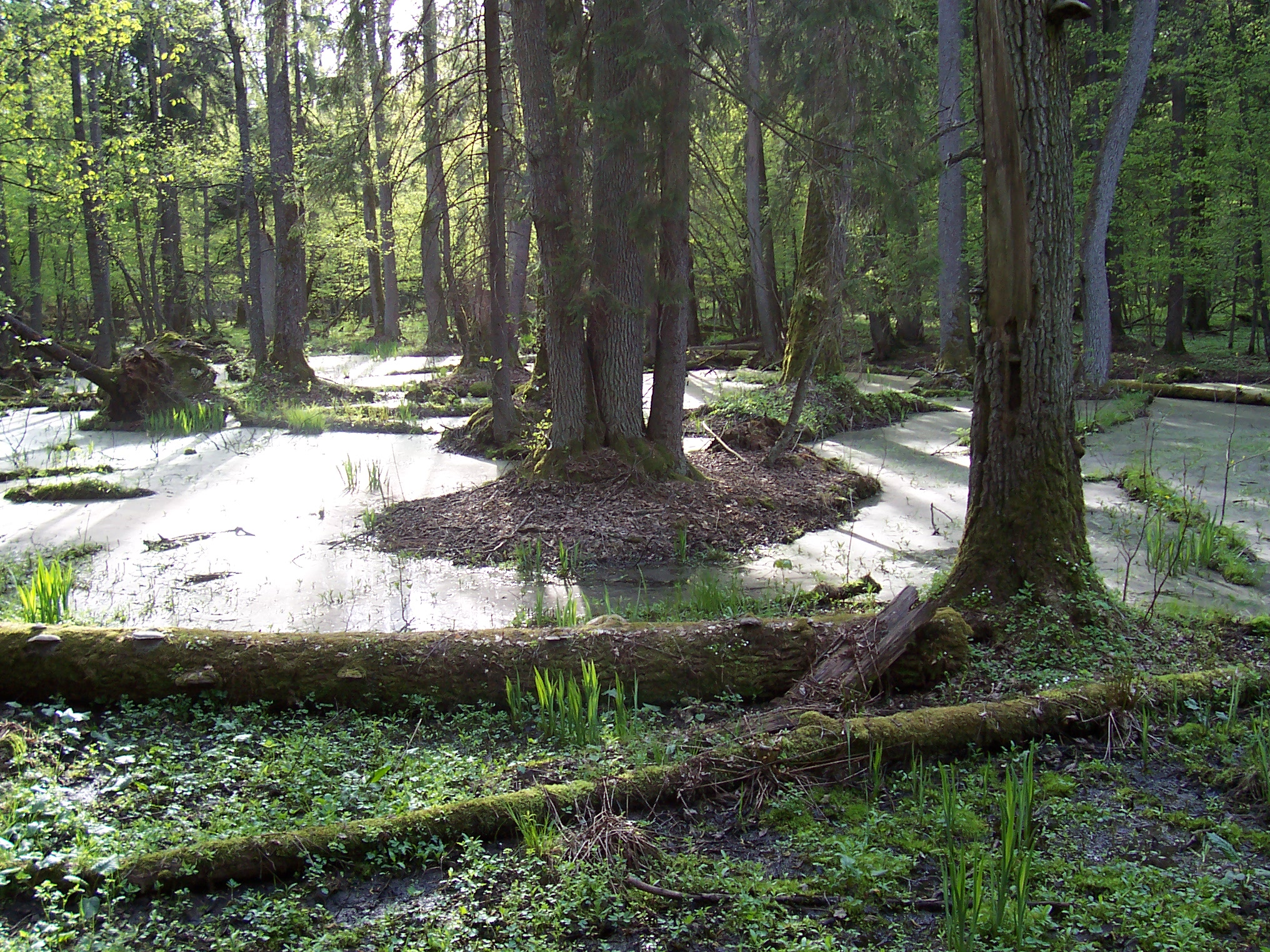
Ols w rezerwacie ścisłym BPN

Ols zajmuje miejsca niskie na osadach iłowo-piaszczystych oraz iłowo-gliniastych, w pobliżu rzek bądź na dawnych jej korytach. Las porasta tereny zalewane wodą i jest na ogół trudno dostępny. Ten typ lasu tworzony jest przez czarną olchę, ponadto świerk oraz jesion. Pojedynczo, w roli domieszki, występuje brzoza i osika. Podszyt leśny stanowiony jest przez kruszynę, kalinę, leszczynę, czarną porzeczkę, bez, jarzębinę, czeremchę, trzmielinę. W runie do często występujących gatunków należą: zachylnik błotny, trzcinnik lancetowaty, jaskier rozłogowy, pokrzywa zwyczajna, kuklik pospolity, tojeść pospolita, rozesłana i bukietowa, wietlica samicza, sit rozpierzchły. Gatunkami różnicującymi względem lasu wilgotnego są: wiązówka błotna, psianka słodkogórz, knieć błotna, ostrożeń warzywny, turzyce, kosaciec żółty i inne.
Wyróżniany też jest ols jesionowy zajmujący siedliska żyzne, zasobne w związki pochodzenia organicznego lub organiczno-mineralne, przeważnie z płytkim poziomem wody gruntowej, okresowo pojawiającej się na powierzchni. Głównymi gatunkami są jesion i olcha, natomiast w roli domieszki występują wiąz i brzoza. Podszyt stanowiony jest przez kruszynę, leszczynę, bez czarny, porzeczkę czarną i czeremchę. W runie występuje dużo pokrzywy zwyczajnej, czyśćca leśnego, niecierpka pospolitego, czartawy pospolitej, kuklika pospolitego, szczyra trwałego, kostrzewy olbrzymiej, bodziszka cuchnącego, bluszczyka kurdybanka, gajowca żółtego. Gatunkami różnicującymi od olsu są: chmiel zwyczajny, śledziennica skrętolistna i kozłek lekarski. Gatunkami różnicującymi od lasu wilgotnego są: wiązówka błotna, psianka słodkogórz, knieć błotna, ostrożeń warzywny, tarczyca pospolita, karbieniec pospolity, rzeżucha gorzka.

### Łęgi wierzbowe
Łęgi wierzbowe to bujne lasy i zarośla stanowione przez wierzby wąskolistne. Lasy te porastają piaszczyste aluwia w dolinach większych rzek puszczańskich. Puszczańskie rzeki należą do wolno płynących, doliny rzek są wąskie, górne ich odcinki są zabagnione, nie stwarza to sprzyjających warunków dla rozwoju lasów łęgowych. Lasy te zostały ponadto przetrzebione przez człowieka w XX wieku. Z tego powodu występują w Puszczy jedynie fragmenty lasów łęgowych. Lasy łęgowe spotykamy tylko na peryferiach Puszczy Ladzkiej w dolinie rzeki Narew. Nad Narewką, w dół od Kosego Mostu, ocalały jedynie małe i rzadkie kępy lasu wierzbowego. Drzewostan tworzony jest przez dwa gatunki: wierzbę kruchą i wierzbę białą.

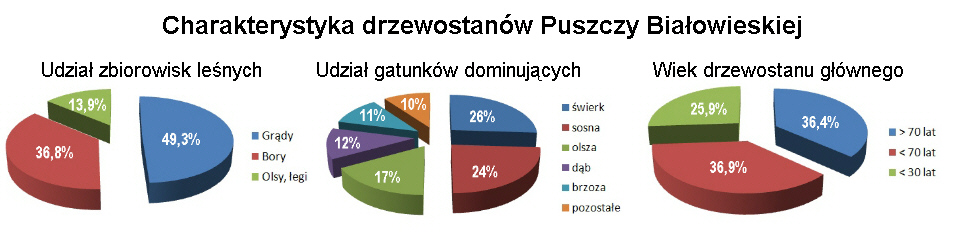

## Gatunki drzew i krzewów
Flora drzew puszczańskich liczy 26 gatunków, w tym 21 gatunków drzew liściastych i 5 iglastych, ponadto 55 gatunków krzewów, 1 gatunek półkrzewu, 24 gatunków krzewinek. Wzrostem, pokrojem oraz wiekiem wyróżnia się wśród nich dąb szypułkowy.
W Puszczy Białowieskiej dominuje świerk pospolity (Picea abies) stanowi 31%, sosna zwyczajna (Pinus sylvestris) – stanowi 20%, olsza czarna (Alnus glutinosa) – 14%, dąb szypułkowy (Quercus robur) – 5%, grab pospolity (Carpinus betulus) – 5%, jesion wyniosły (Fraxinus excelsior) – 5%, brzoza brodawkowata (Betula pendula) – 2%, brzoza omszona (Betula pubescens) – 1%, klon zwyczajny (Acer platanoides) – 0,7%, dąb bezszypułkowy (Quercus petraea) – 0.5%, osika (Populus tremula) – 0,5%, lipa drobnolistna (Tilia cordata) – 0,5%, wiąz górski (Ulmus glabra) – 0,3%. W pojedynczej domieszce występuje niekiedy wiąz szypułkowy (Ulmus laevis) oraz dzika jabłoń, a w postaci niewielkich drzew – jarzębina oraz wierzba iwa (Salix caprea). Brak we florze buka, lipy szerokolistnej i klonu polnego.
Właściwymi twórcami drzewostanów są sosna, grab i olcha czarna. Gatunkami współpracującymi są świerk i dąb szypułkowy, i gdy zabraknie któregoś z głównych gatunków w drzewostanie, ona są w stanie je zastąpić. Podobne zdolności posiadają brzozy, osika oraz jesion.
Świerk wdziera się wszędzie do każdego środowiska i konkuruje z sosną, grabem i olchą. Brzozy również wnikają do każdego środowiska, jednak są bardziej wrażliwe na brak światła i dlatego nie są w stanie długo wytrzymać na zajętych raz pozycjach. Grabowi w utrzymaniu zajętych terenów pomagają klon i lipa, a częściowo także wiąz górski. Partnerem dla olchy jest jesion. Dąb oscyluje pomiędzy sosną a grabem. Na najbardziej żyznej i niezakwaszonej glebie rosną grab i olcha czarna. Stopień wilgotności gleby i nasycenia wody solami mineralnymi oraz ruch wody w glebie – to czynniki rozgraniczające zasięg drzew puszczańskich.

### Świerk

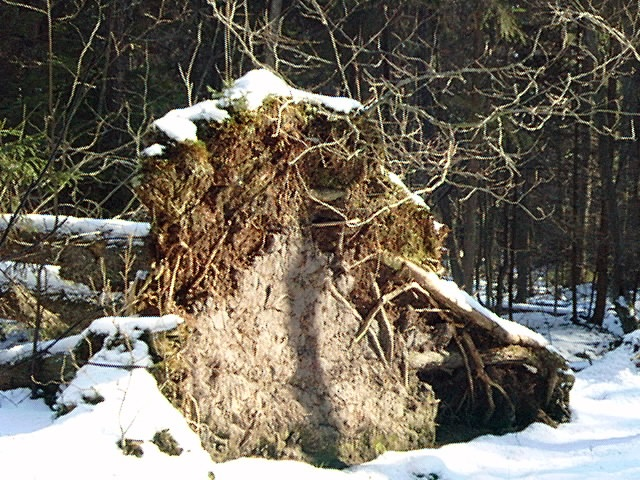
Wykrot świerkowy

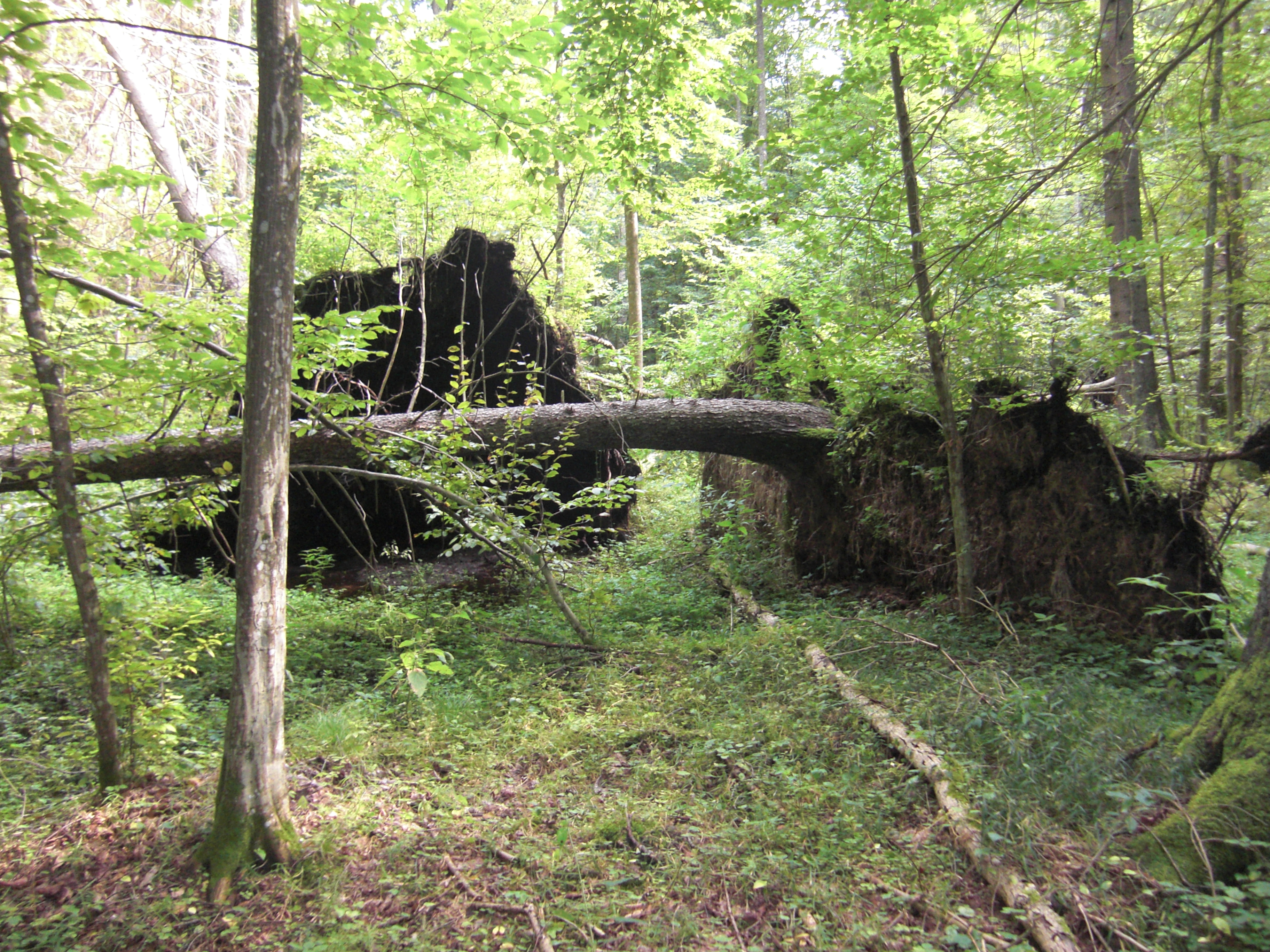
Wykroty świerkowe

Świerk przybył do puszczy prawdopodobnie z ostoi środkoworosyjskiej. Jego rozpowszechnienie i wkroczenie do większości zbiorowisk leśnych związane jest z ochłodzeniem klimatu i przypada na okres subborealny. W okresie inwazji tego gatunku istniały już na terenie Puszczy lasy mieszane typu grądu i świerk stał się ich stałym składnikiem.
Świerk jest pospolitym drzewem na terenie Puszczy Białowieskiej i występuje wszędzie. Nie ma nawet 1 km² w Puszczy wolnego od świerka (z wyjątkiem pól, łąk i osiedli). Jedynie na terenie BPN oraz nadleśnictwa Browsk jego stanowiska są mniej liczne. Na ogół w zagospodarowanej części puszczy jego występowanie jest częstsze. Udział i rozpowszechnienie jest rezultatem zarówno naturalnej ekspansji gatunku oraz gospodarki leśnej. W kompleksach leśnych położonych na południe i południowy zachód od puszczy udział świerka gwałtownie maleje. Jego rola ogranicza się tam nagle do sporadycznej domieszki. Do najbliższych zwartych stanowisk świerka na południe od Puszczy dzieli 80-100 km.
W lasach typu grąd świerk dominuje wzrostem nad wszystkimi innymi drzewami. Przekracza 50 metrów, dożywa 300 lat. Dawniej podawano, że osiąga 55 metrów (np. Faliński). Dojrzałe świerki wyrastają ponad sklepienie i jest to charakterystyczna cecha ściany lasu oglądanego np. z Polany Białowieskiej, bądź spoza Puszczy.
Ze względu na swoje rozmiary oraz tendencję do tworzenia płytkich systemów korzeniowych świerk jest narażony na silne wiatry bardziej niż inne gatunki i stanowi większość wykrotów. Wykroty świerkowe są jedną z nieodłącznych cech krajobrazu Puszczy Białowieskiej. W grądach są one podstawowym czynnikiem (obok ssaków kopytnych) kształtującym dno lasu, stwarzają też mozaikę siedliskową. Zagłębienia wykrotowe często zabagniają się i są wykorzystywane przez rośliny bagienne. Wykroty sprawiają, że w obrębie tej samej jednostki glebowej powstają profile glebowe o odmiennych właściwościach fizycznych i chemicznych. Wykroty dają ponadto schronienie dla zwierząt.
Świerk może również rozmnażać się wegetatywnie za pomocą dolnych gałęzi, które wbijają się w glebę, zakorzeniają w niej i wypuszczają pędy osiowe. Po pewnym czasie gałąź butwieje, a nowy pęd zaczyna żyć swoim własnym życiem. Intensywny obsiew świerka skutkuje i tym, że nasiona padają na gnijące pnie oraz kłody drzew i na nich wyrastają nowe świerki (saprofityzm).
W większym stopniu niż inne gatunki modyfikuje mikroklimat lasu, w którym rośnie. Pokrywa śnieżna pod świerkami jest cieńsza i zarazem trwalsza niż pod innymi gatunkami. Pod korony świerków dociera też mniej światła. Dlatego większa obecność świerka ma wielki wpływ na florystyczną kompozycję runa leśnego.
W lasach rezerwatu ścisłego BPN obserwuje się powolne ustępowanie świerka, m.in. z powodu gradacji kornika.
Świerk służy człowiekowi jako drewno budulcowe oraz opałowe, pozyskuje się zeń papierówkę oraz kopalniaki. Korę świerkową przekazywano niegdyś dla przemysłu garbarskiego. Świerk wycinany jest na choinki. W latach 70. świerk dostarczał ponad 40% z ogólnej masy drewna pozyskiwanego z Puszczy Białowieskiej.

### Sosna

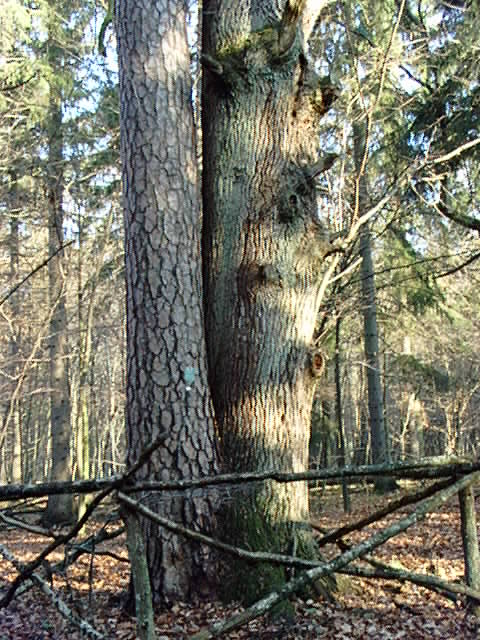
Pomnik przyrody w Szczekotowie

Sosna wraz z brzozami należy do drzew, które w okresie preborealnym dały początek formacji leśnej na obszarze geograficznym, na którym znajduje się dziś Puszcza Białowieska. Obecnie sosna samodzielnie tworzy drzewostany w borach bagiennych oraz w suchych borach chrobotkowych, tj. na siedliskach trudno dostępnych dla świerka. Sosna słabo się odnawia w warunkach Białowieskiego Parku Narodowego i jest gatunkiem ustępującym. W przeszłości istniały tu warunki bardziej sprzyjające dla sosny.
Stosunek sosny do świerka nie jest stały i ulega stałym zmianom. Jednym z czynników wpływających na zmianę jest pożar, wywołany czy to przez pioruny, czy to przez człowieka. Sosna jako głębiej zakorzeniona ma większe szanse na przetrwanie ognia. Jeżeli jednak sosna ulegnie ogniowi, świerk, dzięki szybszej odnowie naturalnej, szybko zajmuje jej miejsce. Również masowe sadzenie sosny przez człowieka w XX wieku wpływało na zmianę tego stosunku. Sadzenie sosny w monokulturach skutkowało masowym pojawieniem się niektórych szkodników, np. motyli takich jak strzygonia choinówka, brudnica mniszka i barczatka sosnówka. Obserwuje się zjawisko ustępowania sosny zwyczajnej z terenu BPN, a na siedliska dotąd przez nią zajmowane wkraczają gatunki liściaste. Na początku XX wieku była jedynym gatunkiem, obok wiązu górskiego, który osiągał mniejsze rozmiary niż w chwili zakładania Parku Narodowego. W borach sosnowych odnawia się nie sosna, lecz świerk bądź inne gatunki. Pomimo iż na niektórych obszarach BPN powstają liczne naloty i podrosty, zwykle zamierają po kilku latach.
Sosna żyje do 350 lat, jest drzewem budulcowym, którym człowiek interesował się od dawna. Sosna służyła za drzewo okrętowe. Sosny spławiano Narewką i Narwią do Wisły, a stąd transportowano ją dalej. Sosny masztowe sprzedawano do zachodniej Europy. W latach 70. XX wieku sosna stanowiła około 25% całego drewna dostarczanego gospodarce narodowej przez Puszczę Białowieską. W XX wieku nastąpił ubytek zasobów sosny w stosunku do XIX wieku.

### Jodła i cis
Jodła i cis zawsze stanowiły w Puszczy rzadkość. Cis występował w jednym tylko stanowisku, na którym też zaginął, jodła występuje w dwóch stanowiskach i jest gatunkiem zagrożonym.
Cis miał swoje stanowisko w zachodniej części Puszczy, w uroczysku Nieznanowo w dawnej Straży Leśniańskiej. Liczyło ono w 1887 i 1893 roku tylko dwa krzewy. Ostatnim, który go widział, był prawdopodobnie N. K. Genko w 1902 roku. Umiejscowił je dokładnie w oddziale 489 i 517. Cisa nie znaleźli już niemieccy botanicy podczas I wojny światowej. Zaraz po I wojnie światowej poszukiwał go polski botanik Józef Paczoski. Również późniejsze próby podejmowane przez polskich botaników nie przyniosły rezultatów. Nieznany jest powód zaginięcia tego gatunku. Z opisu, jaki pozostawił N.K. Genko, wynika, że okoliczna ludność niszczyła cis, uważając go za środek leczniczy przeciw wściekliźnie.
Jodła jest od dawna znana we wschodniej części Puszczy w uroczysku Cisówka (oddział 562, w białoruskiej części Puszczy). Występuje tam w postaci kilkudziesięciu młodych drzew porastających mineralną wyspę, grądzik, otoczone zewsząd przez bagna Dzikiego Nikora, osuszone w czasach ZSRR. Drugie stanowisko znaleziono w 1923 roku, w uroczysku Hubar (oddział 738) na południe od Białowieży, w białoruskiej części Puszczy. Według opisu Jana Kloski rosło tam jedno drzewo o pierśnicy 37,5 cm i wysokości 22 m, którego wiek oszacował na 70 lat. Ponadto rosły tam trzy drzewka (pięcio-, siedmio- i dziesięcioletnie) oraz kilkadziesiąt dwu- i trzyletnich nalotów. W 1923 roku wiatr powalił największy okaz jodły z uroczyska Cisówka, a w 1928 przez pomyłkę wycięto największe drzewo w uroczysku Hubar.
Ze względu na oddalenie od najbliższego zwartego zasięgu (240 km na Roztoczu, 170 km na Nizinie Południowo-podlaskiej) sugerowano w przeszłości, że występowanie jodły w puszczy nie jest naturalne, że została sprowadzona przez człowieka. Jednak badania palinologiczne wykazały, że w osadach torfowisk pyłki jodły pojawiają się od okresu borealnego.

### Jałowiec pospolity
Jałowiec występuje w puszczy na ogół jako krzew, niezbyt zresztą częsty, a jego występowanie wiąże się w dużym stopniu z działalnością człowieka. Z natury jałowiec występuje głównie w podszyciu suchych borów sosnowych na wydmach, których w polskiej części puszczy nie jest wiele. Występowanie i rozpowszechnienie w innych borach sosnowych dokonuje się na skutek rozrzedzenia ich drzewostanu, w wyniku plądrowniczego wyrębu drzew. Plądrowniczy wyrąb dokonywany był z reguły na peryferiach Puszczy. Na peryferiach Puszczy jałowiec wkracza także i do innych typów lasów w wyniku degradacji siedlisk i zniszczenia poszycia. Systematyczny wypas bydła w Puszczy prowadził w przeszłości do eliminacji roślin krzewiastych i zielonych, co sprzyjało rozpowszechnieniu jałowca, spotykanego czasem nawet w warunkach wilgotnych, na łęgach i olsach.
Pojedyncze okazy rosnące na północnych peryferiach Puszczy dochodzą do 8 metrów wysokości i mają pokrój drzewiasty.

### Dęby

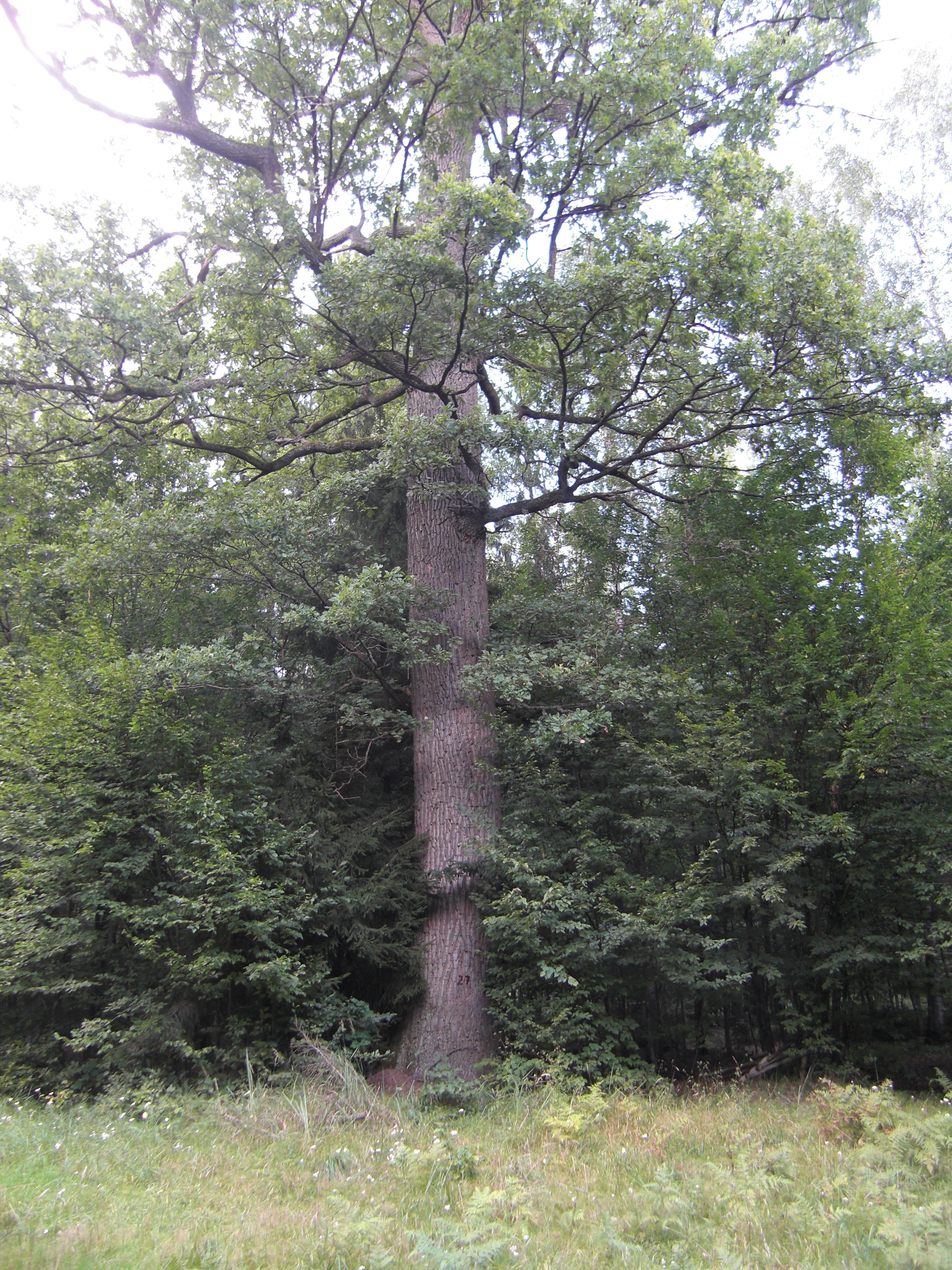
Miejsce dawnego wyrębu, przydrożny dąb jako jedyna pozostałość poprzedniego drzewostanu

Dąb pojawił się na terenie puszczy około 9000 lat temu, w okresie borealnym. W związku z ocieplaniem i oziębianiem klimatu rola dębu wzrastała bądź malała. Ostatecznie ustaliła się około roku 500 p.n.e. Obecnie występują dwa gatunki dębu – dąb szypułkowy i dąb bezszypułkowy. Dąb szypułkowy ma owoce umieszczone w długich szypułkach, natomiast dąb bezszypułkowy – w bardzo krótkich szypułkach i sprawia to wrażenie braku szypułek (stąd nazwa). Liście dębu szypułkowego mają przy ogonku uszkowatą nasadę, u bezszypułkowego – klinowatą nasadę, unerwienie liści dębu szypułkowego jest gęste, podczas gdy u bezszypułkowego – rzadkie, a kształt liści bardziej regularny. Ponadto kora pni dębu szypułkowego jest gruba i spękana w postaci głębokich pionowych listew, kora dębu bezszypułkowego jest gładsza. Dąb szypułkowy jest gatunkiem bardziej rozpowszechnionym, występuje w dwóch odmianach, u jednej liście rozwijają się wcześniej, u drugiej później.
Dąb szypułkowy występuje w lasach liściastych i mieszanych, jest głównym składnikiem dąbrów świetlistych, w grądach występuje ze świerkiem i lipą. Największe rozmiary osiąga w grądzie niskim. Dochodzi tam do 43 metrów wysokości, 2,5 metra średnicy, dożywa wieku 400–500 lat. Odnowienia dębu nie są liczne, ale ze względu na jego długowieczność nic nie wskazuje, by był on zagrożony.
Puszcza Białowieska znajduje się w środku geograficznego występowania dębu szypułkowego i tym samym jego występowanie w Puszczy nie jest niczym nadzwyczajnym. Znajduje się natomiast na północno-wschodniej granicy naturalnego występowania dębu bezszypułkowego. Największe stanowisko dębu bezszypułkowego znajduje się w białoruskiej części puszczy, na południe od Białowieży. W polskiej części puszczy większe skupienie znajduje się w nadleśnictwie Hajnówka, którego większa część chroniona jest w rezerwacie Lipiny (oddział 272 D).
Grubizna dębowa zawsze była przedmiotem zainteresowania. W latach 1916–1939 wycięto około 10 mln m³ drewna w puszczy, z czego około połowa przypadała na dęby. Oznacza to, że wycięto około 200 tys. dorodnych dębów. W latach 70. XX dąb dostarczał już tylko 11% masy drewna pozyskiwanego w Puszczy, nie ze względu na spadek zapotrzebowania, lecz ze względu na wyczerpanie puszczańskich zasobów. Gospodarka leśna prowadzona w XX wieku doprowadziła do dysproporcji stopnia nasycenia pomnikowymi dębami między rezerwatem ścisłym BPN a zagospodarowaną częścią polskiej Puszczy Białowieskiej.

### Lipa, klon, grab

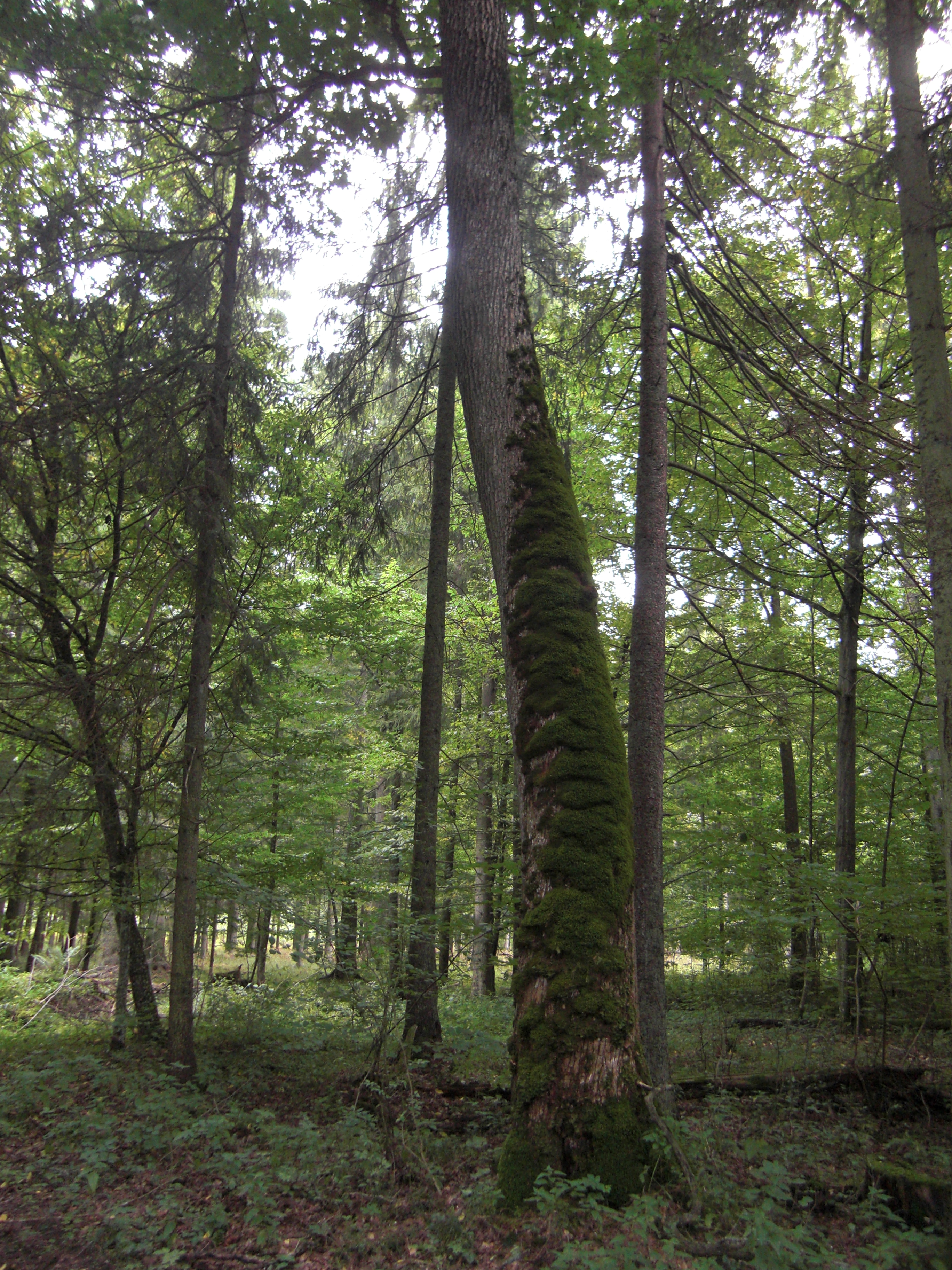
Klon zwyczajny w oddziale 216B

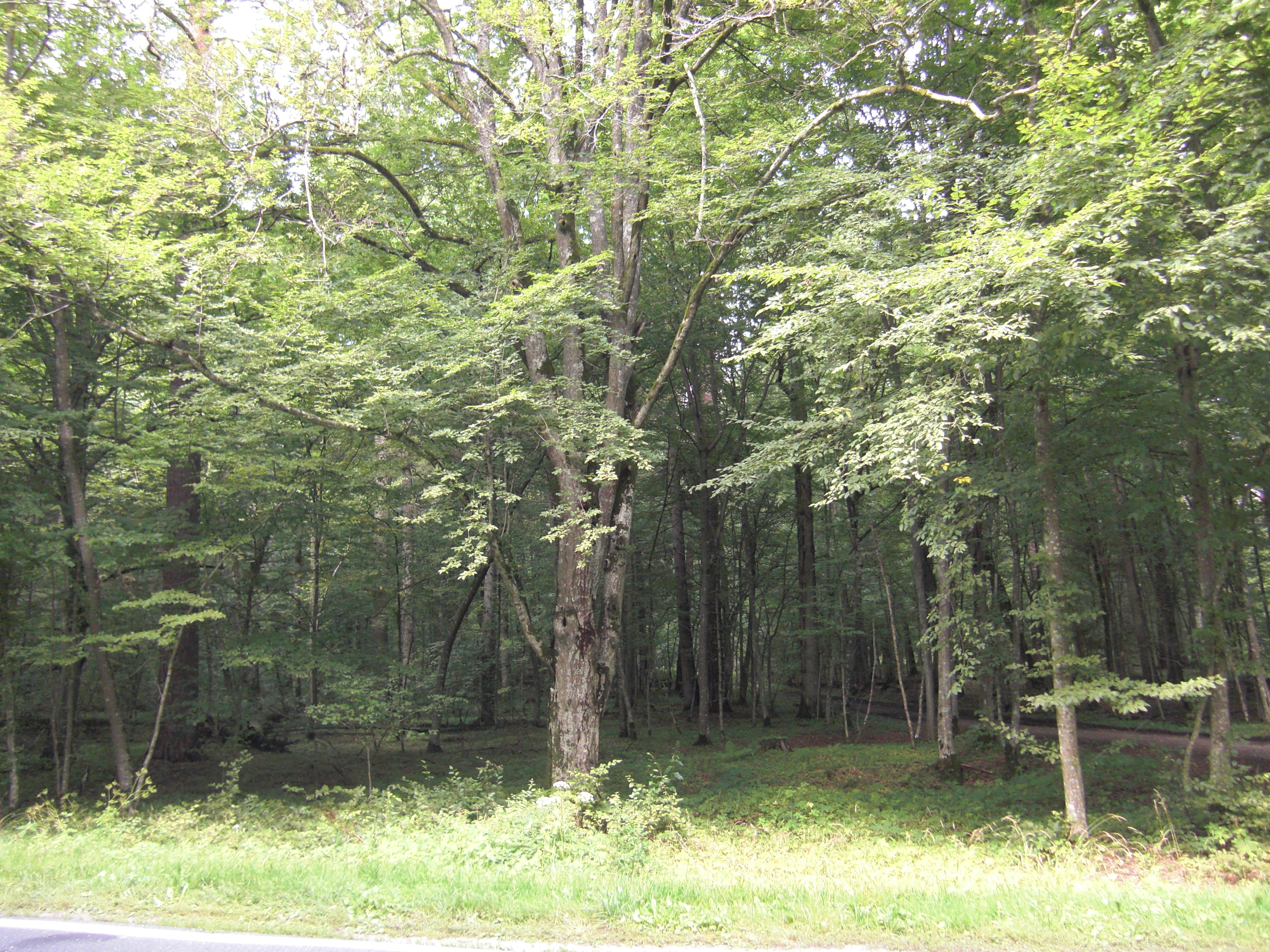
Grab pospolity, rezerwat krajobrazowy

Lipa drobnolistna, klon zwyczajny i grab występują zwykle razem i tworzą najbardziej rozpowszechniony w Puszczy typ lasu mieszanego (w grądach). Poza grądami gatunki te występują rzadko, spotykane są w charakterze domieszki w drzewostanach boru mieszanego i łęgu olszowo-jesionowego. W postaci podrostów mogą czasem występować także w innych zbiorowiskach leśnych. Lipa szerokolistna nie występuje w Puszczy naturalnie, brak też jaworu i klonu polnego. Lipa szerokolistna rośnie w Parku Pałacowym w Białowieży, posadzona w końcu XIX wieku, ponadto młode jej pokolenie rośnie na powierzchniach badawczych stacji geobotanicznej.
W historii Puszczy z tych trzech gatunków najpierw pojawiła się lipa, następnie grab, a najpóźniej klon. Gatunki te pojawiły się w okresie borealnym. W okresie tym ważną rolę odgrywała lipa, tworząca wraz z dębem i wiązem ciepłolubne lasy mieszane. Grab stał się głównym składnikiem lasów w okresie atlantyckim. Klon jest stałym składnikiem drzewostanów grądowych, nigdy jednak nie odgrywał ważnej roli w lasach puszczańskich.
Z niewyjaśnionych powodów lipa nie występuje w północnej części Puszczy, pomimo iż są tam sprzyjające siedliska. Sugerowano, iż jest to wynikiem działalności człowieka.
Człowiek od dawna wykorzystywał lipę dla celów gospodarczych, odzierano z niej łyko dla produkcji łapci, powrozów i mat. Odpowiednio przygotowana kora służyła do krycia dachów. Kwiat lipy zbierano jako lekarstwo, a lipowy miód pszczeli po dziś dzień uchodzi za jeden z najlepszych pszczelich produktów. Miękkie drewno lipy ze względu na łatwość obróbki jest po dziś dzień cenione w rzeźbiarstwie.
Do redukcji lipy przyczyniała się masowa hodowla zwierzyny i wypas bydła. Zamiana Puszczy w zwierzyniec na przełomie XIX i XX wieku spowodowała największe szkody w młodym pokoleniu dębów i lip. Na skutek tego brakuje dzisiaj lip, które urodziły się w okresie nadmiaru zwierzyny, ponieważ zostały zjedzone, zanim wyrosły w drzewa. W XX wieku stale malał udział lipy z powodu jej nadmiernej eksploatacji. Jednak w ostatnich latach obserwuje się powrót lipy do drzewostanów, przede wszystkim w BPN, zarówno na drodze generatywnej, jak i wegetatywnej. Wprawdzie wegetatywne odrośla są narażone na zjedzenie przez zwierzęta, niemniej odnowa na drodze wegetatywnej umożliwia lipie trwanie w niemal tym samym miejscu przez setki i tysiące lat. Większość starych lip w grądach BPN ma od jednego do kilkunastu drzewiastych odrośli. Gdy stara lipa zostanie powalona, powstałą lukę wypełnia jedno z jej narośli.
Stare, pomnikowe lipy mają rozrośniętą nasadę pnia i głęboko, nierówno popękaną korę, która przypomina korę dębu i bardzo się różni od gładkiej kory młodych lip. Nawet porastająca korę roślinność epifityczna inna jest na starych, a inna na młodych lipach. Zdarza się, że turyści mylą stare lipy z dębem. Żadne drzewo puszczańskie nie ma tak rozbudowanej struktury i nie dostarcza tak wielu miejsc do życia innym organizmom jak lipa z rozszerzonym u podstawy, zwykle guzowatym pniem, silnie urzeźbioną korą i rozbudowaną koroną.
Grab jest głównym strukturotwórczym elementem grądów. Grab jest mniejszy od innych puszczańskich drzew, ale tworzy najszersze korony, w efekcie czego blokuje dopływ światła i utrudnia odnawianie się dla innych gatunków. Grab jest głęboko zakorzeniony i odporny na silne wiatry. Młode graby, jeżeli znajdą się w niekorzystnych warunkach, mają zdolność wegetowania przez długie lata w formie podszytu. Drzewka te dostają swoją szansę, gdy powstaje luka w drzewostanie.
Lipa dorasta do 42 metrów wysokości, a średnica pnia osiąga 2 metry grubości; klon osiąga 37 metrów wysokości i 1 metr średnicy, grab osiąga 30 metrów wysokości i 1 metr średnicy. W literaturze podaje się zwykle, iż maksymalny wiek lip puszczańskich wynosi 250–300 lat. Jednak pnie białowieskich lip są w środku puste i nie można zliczyć liczby ich słojów. Maksymalny wiek klonu i grabu szacuje się na 150–200 lat. Grab dożywa 300 lat.
Drewno grabu nie cieszy się zainteresowaniem leśnika, a wyrąb dębu, lipy i innych gatunków sprzyja w naszych czasach rozpowszechnianiu tego drzewa.

### Wiązy
Wiązy należą do najrzadziej spotykanych gatunków drzew w Puszczy. Występują trzy drzewiaste gatunki wiązów: górski (czyli brzost), szypułkowy (czyli klimak) i wiąz polny (czyli pospolity). Z tych trzech najczęściej występującym gatunkiem jest wiąz górski. Wszystkie trzy gatunki są związane z siedliskami wilgotnymi i żyznymi, dlatego występują wyłącznie na grądach niskich i łęgach.
Wiązy pojawiły się na terenie puszczy pod koniec okresu preborealnego i już w okresie borealnym (6750–5500 p.n.e.) odgrywały ważną rolę wraz z dębem i lipą w ciepłolubnych lasach liściastych. W następnych okresach udział wiązu systematycznie maleje. W naszych czasach dodatkowo gospodarka leśna doprowadziła do wytrzebienia wiązu. Dawniej występował fragment zwartego drzewostanu wiązu polnego nad rzeką Przedzielną.
Wiąz dostarcza twardego i cenionego surowca drzewnego, używanego do wyrobu oklein. W latach 70. XX wieku dostarczał mniej, niż 1% ogólnej masy drewna pozyskiwanego w puszczy.
Wiąz górski osiąga 37 metrów wysokości i 150 centymetrów grubości, wiąz polny i szypułkowy osiągają 30 metrów wysokości i nie przekraczają 80 centymetrów średnicy.
W Puszczy występuje też jeden gatunek wiązu krzewiastego – wiąz korkowy. Spotkać go można na krawędzi doliny Narewki, w okolicach wsi Gruszki, wraz z innymi ciepłolubnymi roślinami.

### Jesion i olsza

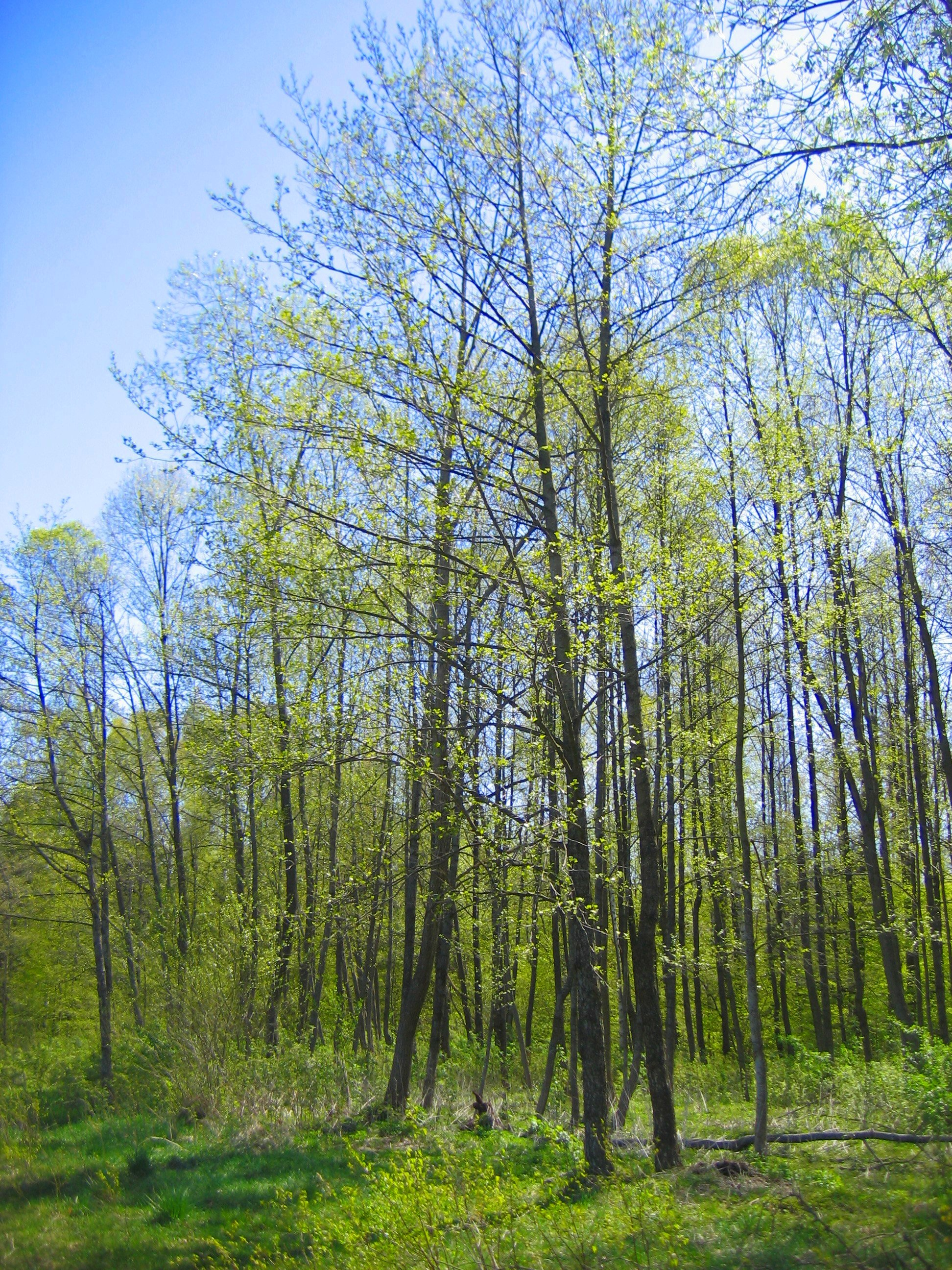
Olsza czarna

Jesion wyniosły i olsza czarna są rozpowszechnione w całej Puszczy, ale ograniczone są wyłącznie do siedlisk wilgotnych. Jesion rozmnaża się przede wszystkim generatywnie. Olsza związana jest z siedliskami bagiennymi, które monopolizuje na drodze odnawiania wegetatywnego, najczęściej powstają one po złamaniu drzewa macierzystego. Kilkupniowe olsze – charakterystyczna cecha olsów – to bardzo często odrośla powstałe po śmierci drzewa macierzystego.
Jesion osiąga 40 metrów wysokości i 130 centymetrów grubości, olsza osiąga 40 metrów wysokości i 1 metr średnicy. Maksymalny wiek białowieskich olsz czarnych szacowany jest na 150–200 lat.
Jesion dostarcza cenione drzewo okleinowe. W latach 70. XX jesion dostarczał ponad 1% ogólnej masy drewna pozyskiwanego w puszczy. Zapotrzebowanie na drewno jesionu spowodowało, że jesion zniknął z wielu drzewostanów, w innych natomiast jest niszczony przez zwierzynę łowną. W latach 70. XX olsza dostarczała 7% ogólnej masy drewna pozyskiwanego w Puszczy.

### Osika i brzozy

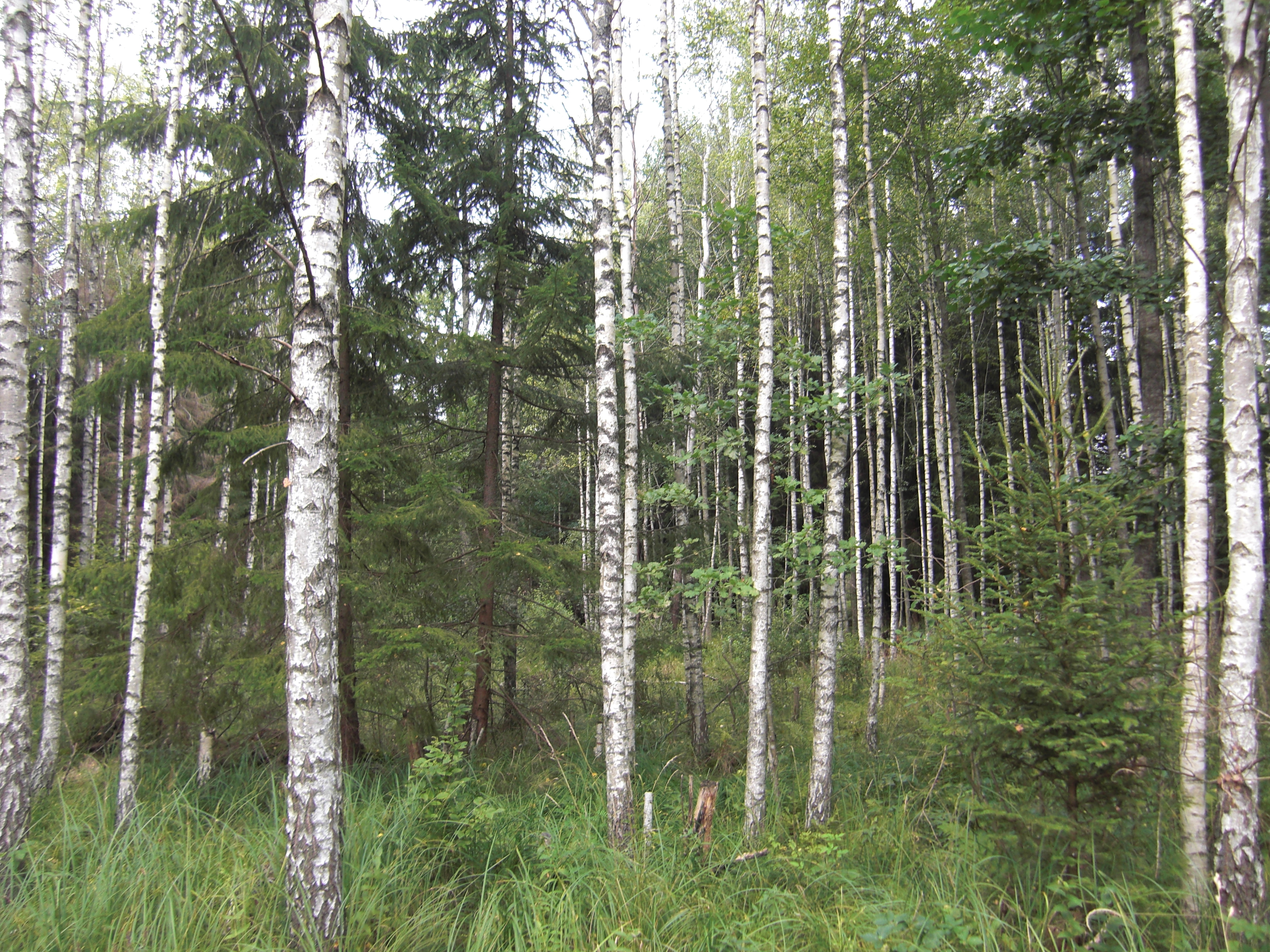
Brzezina bagienna

Osika i brzoza (brzoza brodawkowata i brzoza omszona) występują zwykle jako domieszki w naturalnych drzewostanach różnych zbiorowisk leśnych. Łączy je wspólna nowsza historia. Jako gatunki lekkonasienne wkraczają szybko wszędzie tam, gdzie na skutek niszczenia lasu pojawiła się luka w drzewostanie. W okresie pierwszej wojny światowej oraz w okresie międzywojennym objęto zrębami większą część Puszczy, co stworzyło dla obu gatunków wyjątkowo sprzyjające warunki.
Brzoza, oprócz masowej produkcji daleko rozsiewanych nasion, ma jeszcze jedną cechę zapewniającą jej przetrwanie – spoczywające w glebie nasiona brzozy długo zachowują żywotność i tworzą „glebowe banki nasion”. Jeżeli w jakimś miejscu powstają korzystne warunki do kiełkowania, nasiona brzozy zwykle są już tam obecne i korzystają ze swej szansy. Osika, w przeciwieństwie do brzozy, nie tworzy glebowych banków nasion, lecz „banki odrośli korzeniowych”. Są one zasilane przez system korzeniowy macierzystego drzewa i dzięki temu mogą wegetować nawet przy niekorzystnym bilansie świetlnym. Jeżeli powstaje luka w drzewostanie, odrośla osiki korzystają ze swej szansy.
Oba gatunki rosną dziś obficie na terenach, w których w okresie międzywojennym dokonywano wyrębów i nie wprowadzano odnowienia (tzw. drzewostany pocenturowskie). Gatunkiem dominującym jest tu brzoza i stanowi około 50% lasów. W formie domieszki występuje świerk, poza tym gatunki, które tworzyły poprzedni, tj. wycięty drzewostan. Od lat 70. ogólna powierzchnia drzewostanów pocenturowskich stopniowo się zmniejsza. Mieczysław Kutrzeba w 1979 roku podawał, że wynosi ona około 8 tysięcy hektarów, natomiast Borecki i Brzeziecki w 2001 roku oszacowali, że ich ogólna powierzchnia wynosi mniej niż 6 tysięcy hektarów. Drewno tych drzew nie jest cenione przez leśników.
Osika osiąga 40 metrów wysokości i 100 centymetrów grubości, osiąga wiek 180 lat; brzoza brodawkowata osiąga 30 metrów i 100 centymetrów grubości; brzoza omszona osiąga 30 metrów i 70 centymetrów grubości. Dokładne oszacowanie wieku brzozy jest trudne, ze względu na próchnienie drewna od środka i niemożność policzenia liczby słojów.

### Wierzby
W Puszczy występuje 15 gatunków wierzby. Wierzba występuje głównie w dolinach puszczańskich rzek. Poszczególne gatunki wierzby różnią się wielkością i pokrojem, zachodzi zmienność wewnątrzgatunkowa, niektóre gatunki czasem występują jako drzewa, czasem jako krzewy. Wszystkie gatunki są dwupienne, każdy gatunek może się mieszać z innymi gatunkami.
Wierzby dzielone są na dwie grupy, wierzby wąskolistne i wierzby szerokolistne. Wąskolistne są reprezentowane przez dwa gatunki drzewiaste – wierzba krucha i wierzba biała, a spośród krzewów – witwa, wiklina, wierzba trójpręcikowa i migdałowa. Są to gatunki łęgowe, występujące w nadrzecznych aluwiach dolnej Narewki i Narwi. Wierzby szerokolistne są reprezentowane przez wierzbę siwą, wierzbę uszatą czerniejącą, wierzbę śniadą oraz wierzbę pręcikową. Odosobnione stanowisko wśród wierzb zajmuje wierzba iwa, która na ogół występuje jako domieszka do grądów. Rozpowszechniła się na skutek XX-wiecznych wyrębów. Wierzba iwa dorasta do 30 metrów.
W rezultacie działalności człowieka rozpowszechniły się w Puszczy wierzby szerokolistne i zajęły nowe stanowiska, podczas gdy wierzby wąskolistne znacznie skurczyły swój stan posiadania.

### Pozostałe gatunki drzew
W Puszczy występuje ponadto czeremcha, jarzębina, topola czarna oraz dzikie drzewa owocowe, jak grusza pospolita oraz dzika jabłoń (płonka). Czeremcha zwyczajna sporadycznie występuje w grądach niskich i przystrumykowych łęgach olszowo-jesionowych, np. nad Orłówką i Jabłonkówką. Rzadko jest częścią niższej warstwy drzewostanu, na ogół w podszyciu. Podobnie i jarzębina rzadko wchodzi w skład drzewostanu, zazwyczaj jest częścią podszycia, a trafia się we wszystkich typach lasów z wyjątkiem boru bagiennego. Jarzębina, podobnie jak świerk, może wyrastać na gnijących pniach i wykrotach. Topola czarna występuje w postaci pojedynczych drzew na brzegu doliny Narwi na północnych peryferiach Puszczy. W dolinie Narwi rośnie też brzoza niska i zimoziół północny, jako relikty po epoce lodowcowej.
Grusza pospolita i dzika jabłoń mogą występować w podszyciu lub w niższej warstwie drzewostanów w borach mieszanych i wysokich grądach. Gruszę pospolitą można spotkać w miejscach, gdzie dawniej stała np. leśniczówka. Osiągają one rozmiary niewielkich drzew.
Według badań Wojciecha Adamowskiego z roku 2002 w Puszczy występuje pięć gatunków drzew obcego pochodzenia, które tworzą spontaniczne populacje, są to jawor, klon jesionolistny, dąb czerwony, robinia akacjowa i jabłoń domowa. Wśród obcych gatunków o większym stopniu rozpowszechnienia wskazuje się także na jesion pensylwański i czereśnię ptasią. Jednak na terenie Puszczy nie ma drzewostanów, w których obcy gatunek stanowiłby ponad 10% udziału. Obce gatunki drzewiaste występują w formie pojedynczej lub co najwyżej grupowych domieszek. Spotykane są głównie w oddziałach sąsiadujących z terenami nieleśnymi lub wzdłuż dróg komunikacyjnych.

## Wpływ gospodarki leśnej

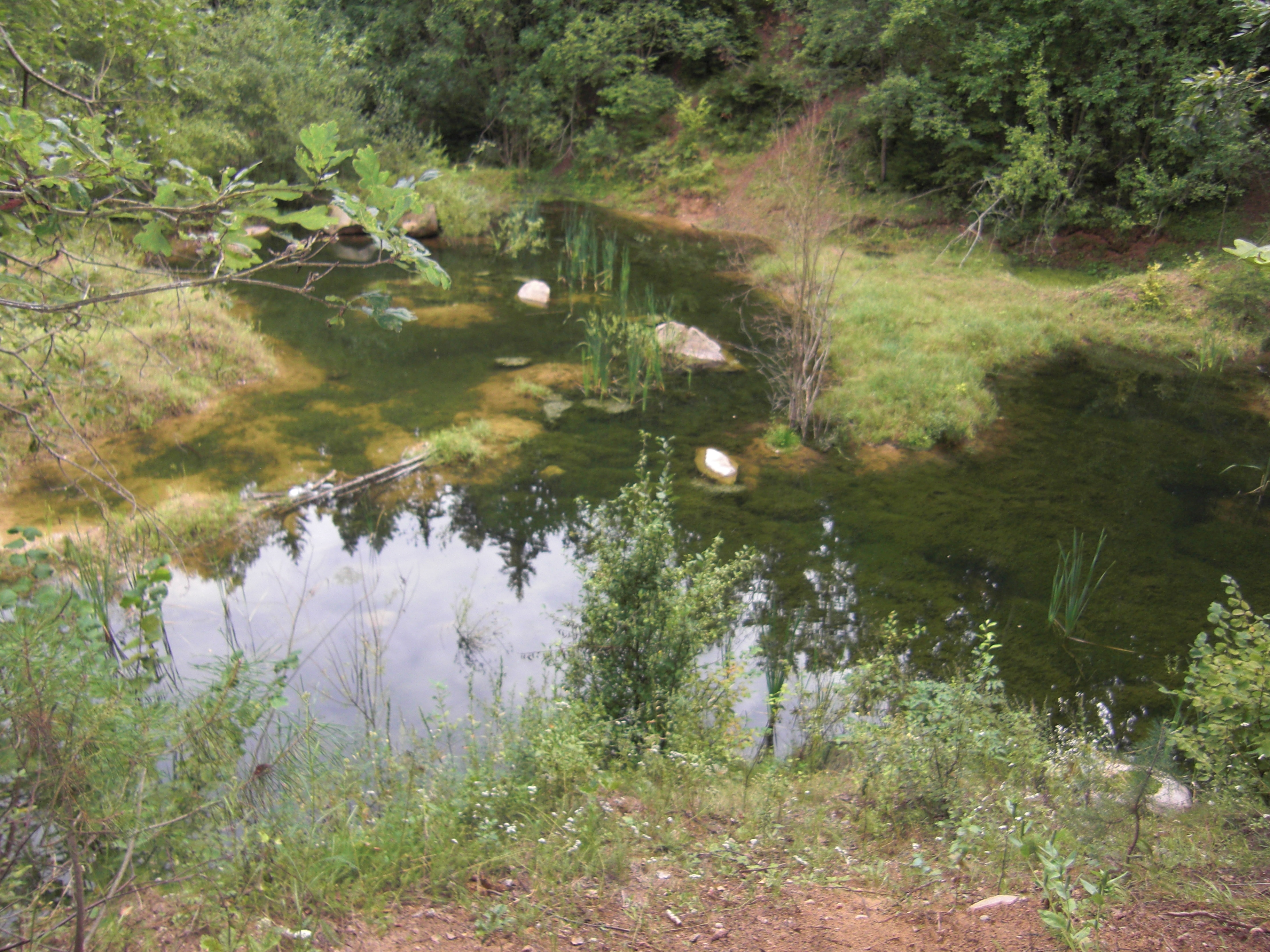
Dawna żwirownia w oddziale 242A

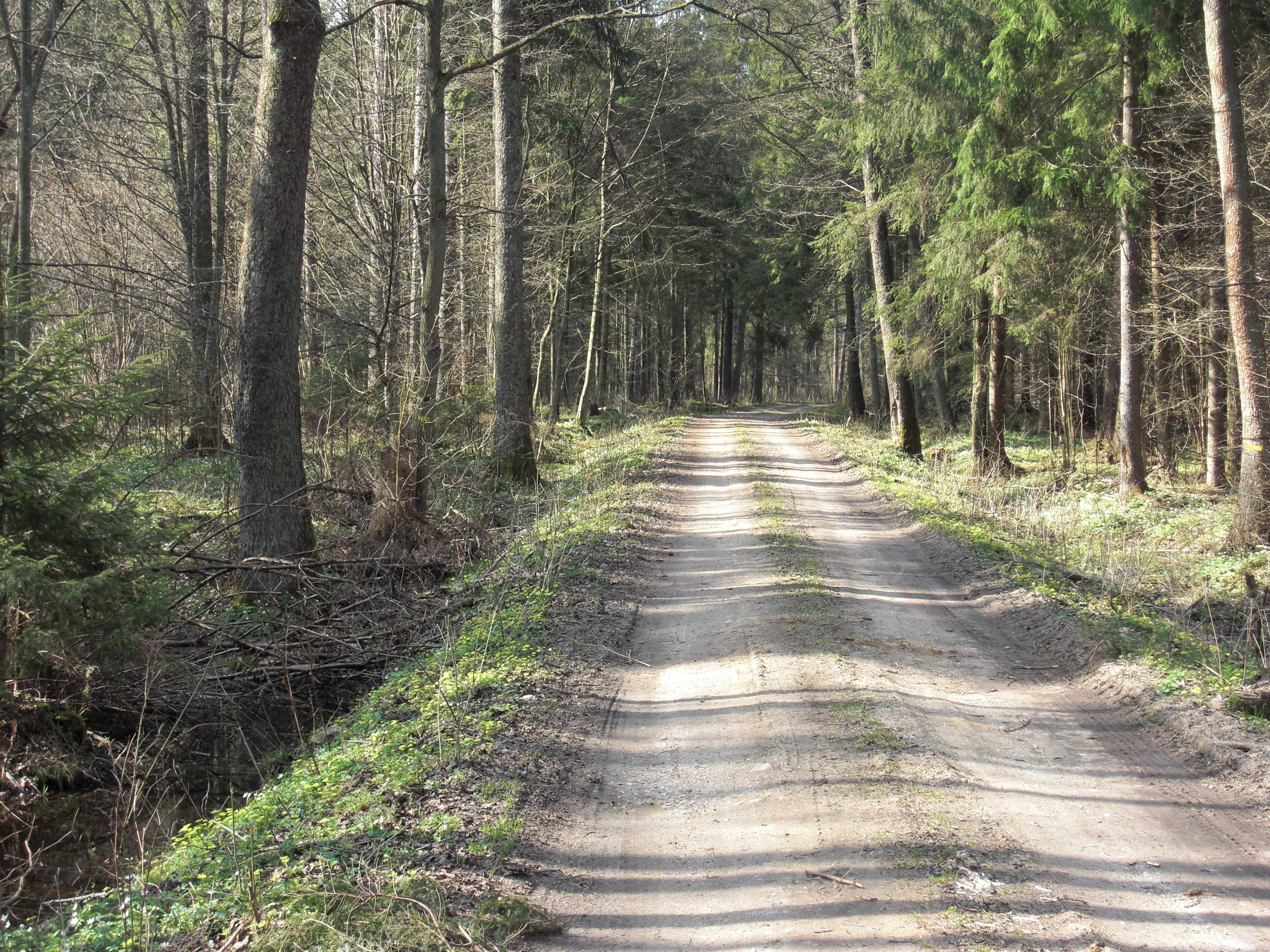
Żwirowa droga na nasypie

Rozwój osadnictwa wiązał się z karczowaniem lasów, co prowadziło do zmniejszenia stanu posiadania gatunków, a ponieważ pod pola oraz przyszłe osady w pierwszej kolejności zajmowano siedliska grądów oraz dąbrów, karczunek dotyczył najczęściej drzew liściastych takich, jak dąb, lipa, klon oraz grab. Ostatni wielki karczunek dokonany został za sprawą carycy Katarzyny II, która po insurekcji kościuszkowskiej rozdała puszczę swoim faworytom. Wycięto wtedy w krótkim czasie 40 tys. ha lasu, tj. prawie 1/4 ówczesnej Puszczy.
Rozwinięta planowa gospodarka leśna prowadziła do zmniejszenia liczby gatunków cenionych jako surowiec budowlany, a więc dębu szypułkowego, jesionu oraz sosny. Eliminacja niektórych gatunków prowadziła do zmian w strukturze drzewostanów, stosowanie zrębów czystych umożliwiało rozpowszechnienie się niektórych gatunków, dawniej nie tak licznych gatunków lekkonasiennych, tj. brzozy, osiki oraz wierzby iwa. W nieco mniejszym stopniu dotyczy to również świerka, którego naturalny udział w drzewostanach zawsze był znaczny, a teraz w wyniku działalności człowieka wzrósł jeszcze bardziej.
W czasach okupacji rosyjskiej roczny wyręb nigdy nie przekraczał 10 tys. m³ drewna. W latach 1916–1939 Niemcy, Rosjanie i Polacy wycięli ponad 10 mln m³, czyli 1/3 zasobów Puszczy. Spowodowało to największe w historii przekształcenie drzewostanów Puszczy. W latach 1945–1946 użytkowanie Puszczy miało charakter niezorganizowany i plądrowniczy. Główną troską było zabezpieczenie lasów Puszczy Białowieskiej przed gradacją kornika, w latach 1948–1958 przeciętnie wycinano 189 tysięcy m³. Rekordowym w czasach PRL-u był rok 1975, kiedy wycięto 212 tysięcy m³. W następnych latach nastąpił spadek w pozyskiwaniu drewna (168,1 m³ w 1980 roku). W latach 90. XX wieku, w warunkach III Rzeczypospolitej, kontynuowano wycinanie puszczy na poziomie lat 80. Na początku XXI wieku planowy wyręb wynosił 150 tysięcy m³ rocznie.
Innym rodzajem ingerencji ze strony człowieka było zaprowadzenie uprawy niektórych gatunków, zwłaszcza sosny, co doprowadziło do jej pojawienia się na stanowiskach oraz siedliskach, gdzie dawniej w ogóle jej nie było.
Na strukturę drzewostanów wpłynęły również i inne formy użytkowania lasu, jak np. nadmierna hodowla zwierzyny w końcu XIX i na początku XX wieku. Doprowadziło to do zaniku bądź zredukowania podrostu takich gatunków drzew liściastych jak dąb, jesion oraz lipy. W największym stopniu dotknęło to lipę, u której brakuje dziś drzew, które wykiełkowały w końcu XIX i na początku XX wieku. Podobne skutki niósł za sobą wypas bydła w lesie, zlikwidowany dopiero w latach 70. XX wieku. Produkcja węgla drzewnego, smoły i potażu prowadziła do lokalnego przetrzebienia niektórych gatunków.
W czasach Polski Ludowej na terenie nadleśnictwa Hajnówka w oddziałach 437, 438, 461, 462 i 485 zachodził proces powolnego zamierania drzewostanów na powierzchni około 125 hektarów w wyniku oddziaływania zanieczyszczonej rzeki Leśnej Prawej. Zanieczyszczenia pochodziły ze ścieków przemysłowych oraz komunalnych miasta Hajnówka. W 1977 roku zawartość związków fenolowych w miejscu, w którym rzeka wpływała do Puszczy, wynosiła 37,8 mg na 1 litr, podczas gdy dopuszczalną normą było wówczas 0,02 mg na 1 litr. Ścieki w ogóle nie były czyszczone, a rzeka była całkowicie martwa.
Kilkakrotnie było regulowane koryto rzeki Narewki, po raz pierwszy w XVIII wieku. W XX wieku do rzeki zaczęły spływać ścieki komunalne z Białowieży, sztuczne nawozy i pestycydy z pól uprawnych.
Człowiek od dawna ingerował w stosunki wodne na terenie Puszczy, regulując rzeki dla spławu drewna (już w XVII wieku), kopiąc rowy melioracyjne (zwłaszcza w latach 1950–1970 w białoruskiej części), co wpływało na odwodnienie terenów przyległych. Na zakłócenie stosunków wodnych miało także wpływ wybudowanie sieci kolejek leśnych oraz dróg żwirowych (budowane także po II wojnie światowej), często wykonanych na nasypach. Mają one charakter barier dla swobodnego spływu. Największe zmiany stosunków wodnych nastąpiły w prawobrzeżnej części zlewni rzeki Leśnej. Zmiany te wpływały na strukturę i stan drzewostanów w łęgach, olsach, borach i świerczynach bagiennych. Ma to także pośredni wpływ na drzewostany w BPN.
Jednak pomimo tego Puszcza dotrwała do naszych czasów w niespotykanej gdzie indziej kondycji, zachowując fragmenty swoich lasów w stanie niemal nie naruszonym przez człowieka.

## Ochrona Puszczy

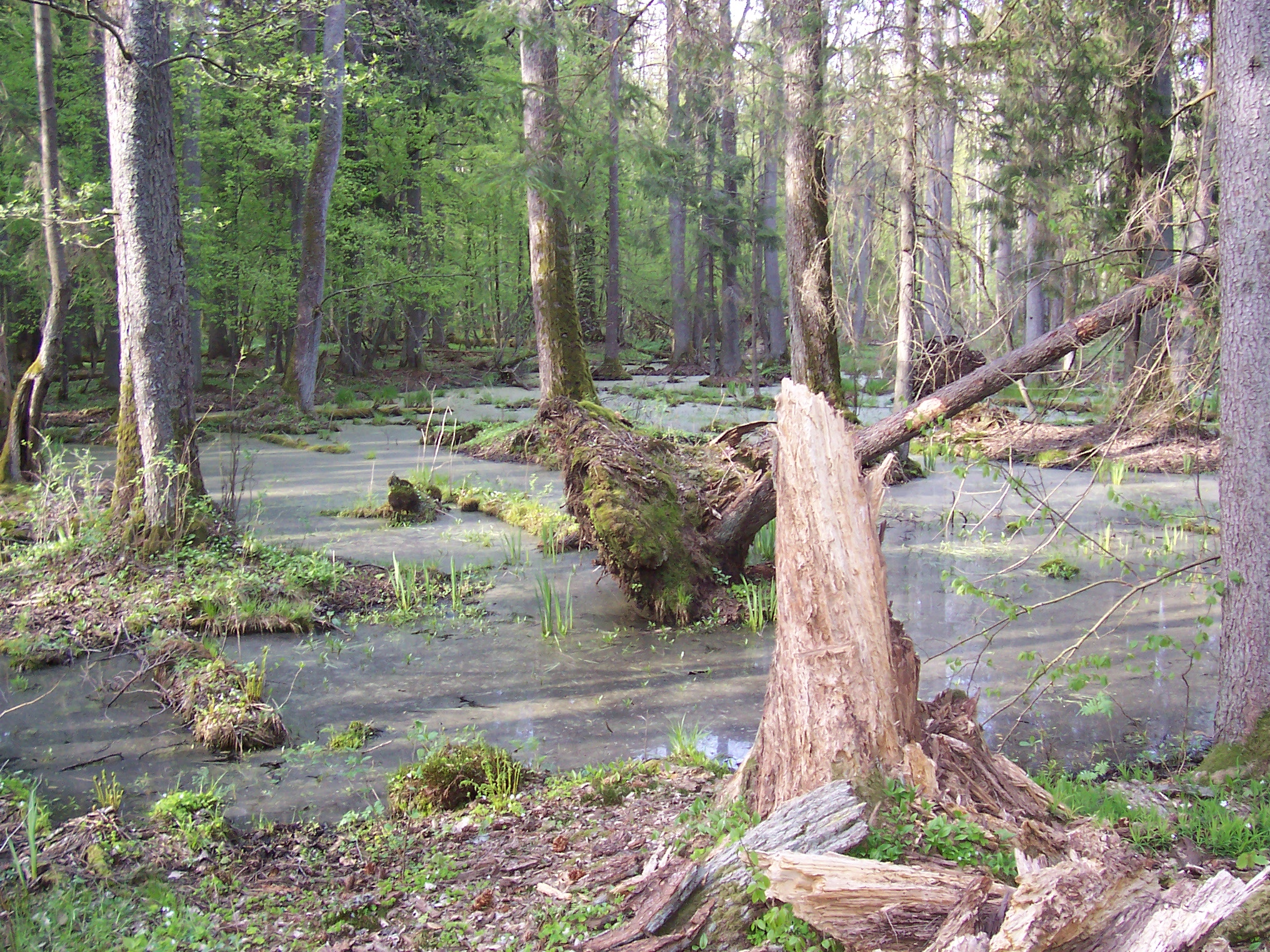
Rezerwat ścisły BPN

Niemal równolegle z rozpoczęciem przemysłowej eksploatacji Puszczy podniosły się głosy ze strony niemieckich naukowców za ochroną części jej lasów. Jednym z jej orędowników był Hugo Conwentz w 1916 roku. Po wojnie, w wyniku starań Władysława Szafera wspieranego przez innych polskich uczonych, Ministerstwo Rolnictwa i Dóbr Państwowych na mocy decyzji z 29 grudnia 1921 roku wydzieliło leśnictwo, a następnie nadleśnictwo Rezerwat. 4 sierpnia 1932 nadleśnictwo Rezerwat zostało przekształcone w Park Narodowy w Białowieży, o powierzchni 4693,24 hektarów, reaktywowany po wojnie rozporządzeniem Rady Ministrów PRL z dnia 21 października 1947 i odtąd jest znany pod nazwą Białowieski Park Narodowy. Zachodnią granicą Parku stała się rzeka Narewka, północną – rzeka Hwoźna, a wschodnią – granica państwowa z ZSRR. Spośród drzew dominują tu świerk i grab, mniejsze powierzchnie zajmują olcha, sosna, brzoza, dąb i jesion. W Parku nie wykonuje się czynności gospodarczych, służy celom naukowym i dydaktycznym, a częściowo także turystycznym. W roku 1979 UNESCO wpisało Białowieski Park Narodowy na Listę Światowego Dziedzictwa Ludzkości. 26 października 1996 roku powierzchnia parku została powiększona do 10 502 hektarów. Teren poszerzony nie należy do rezerwatu ścisłego. Na obszarze rezerwatu ścisłego nigdy nie dokonywano planowych wyrębów i nigdy nie było przemysłowej eksploatacji lasów. Ingerencja ze strony człowieka zawsze była tu niewielka i nigdy nie przerwała naturalnych procesów.

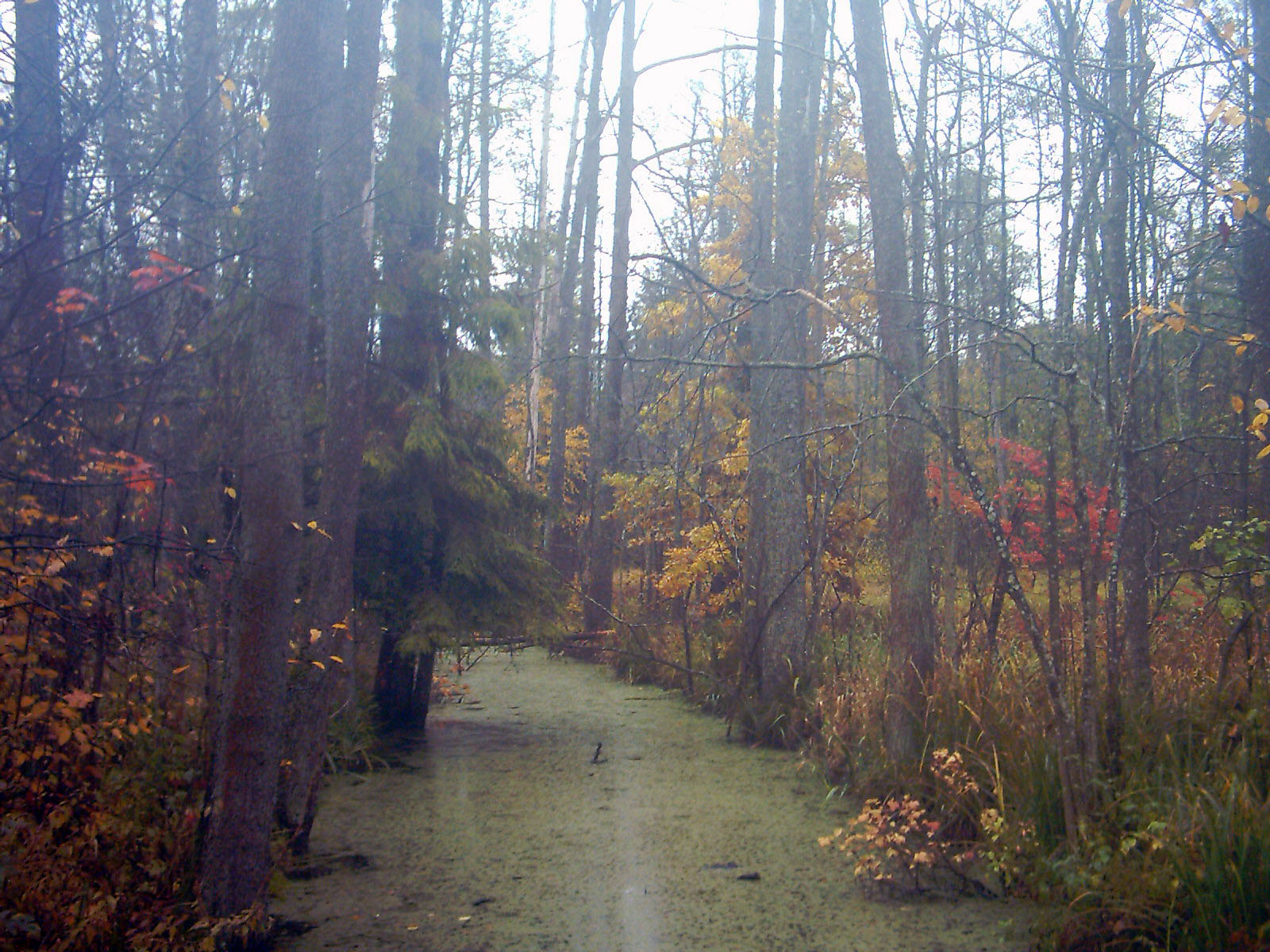
Rezerwat Głęboki Kąt, jesień 2009

Niezależnie od tego w różnych miejscach Puszczy zaczęto tworzyć rezerwaty dla ochrony poszczególnych drzewostanów. W oddziałach 814 i 815 utworzono rezerwat sosnowy o powierzchni 838 hektarów. W nadleśnictwie Nikor utworzono rezerwat jodłowy (12,2 hektarów) i bagienny (95,25 hektarów). Rosło tam około 80 jodeł, wysuniętych daleko na wschód poza ich naturalnym zasięgiem.
W roku 1921 utworzono Rezerwat przyszosowy po obu stronach szosy prowadzącej z Hajnówki do Białowieży. Rezerwat był szeroki na 500 metrów. W 1931 roku utworzono drugi taki rezerwat wzdłuż szosy prowadzącej do Prużan, a jego szerokość wynosiła po 100 metrów z każdej strony drogi. W obu tych rezerwatach obowiązywała ochrona częściowa, usuwany z nich posusz oraz wiatrołomy.
W 1936 roku otworzono jeszcze niewielki rezerwat w oddziale 804 dla ochrony świerków odroślowych (1,8 hektara) i rezerwat bluszczu w oddziale 646 i 647 (0,23 hektara), ponieważ w Puszczy przebiega północno-wschodnia granica naturalnego występowania bluszczu w Europie.

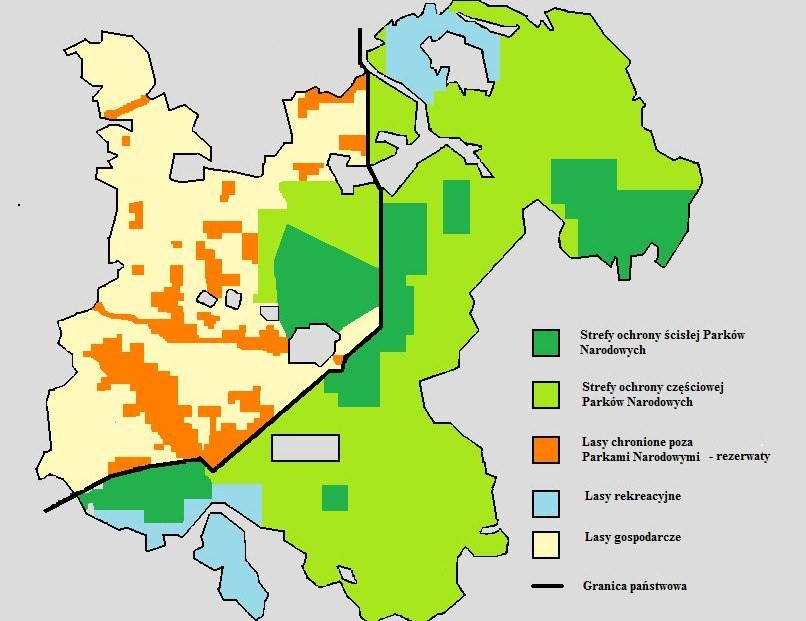
Formy ochrony i gospodarowania lasów w Puszczy Białowieskiej.

W 1961 roku utworzono rezerwat dębu bezszypułkowego Lipiny o powierzchni 24,51 hektarów, w oddziale 272D. W tym samym czasie utworzono też rezerwat Nieznanowo i Pogorzelce. W 1969 roku za rezerwat częściowy uznano wydzielony w okresie międzywojennym pas lasu po obu stronach szosy z Hajnówki do Białowieży, Rezerwat Krajobrazowy, o powierzchni 1356,91 hektarów. W czasach PRL-u utworzono ponadto rezerwaty: Wysokie Bagno, Wilczy Szlak, Głuszec, Szczekotowo, Starzyna, Michnówka, Sitki i Głęboki Kąt. Ponadto poza Parkiem ochronie podlegają drzewa, którym przyznano status drzewa pomnikowego. Puszcza Białowieska w roku 1986 została uznana za Obszar Chronionego Krajobrazu o powierzchni 860 km². Różnymi formami ochrony objęto ponad 50% jej powierzchni. W roku 2001 rezerwaty przyrody w polskiej części Puszczy stanowiły powierzchnię 3459,75 hektarów. Do krajowego rejestru programu zabezpieczenia puli genowej wpisano 401 drzew. Ponad 1100 drzew uznano za pomniki przyrody.
W czasach ZSRR rezerwaty ścisłe białoruskiej części Puszczy stanowiły 18% powierzchni. W 1991 roku niepodległa Białoruś objęła ochroną całą swoją część Puszczy, przekształcając ją w park narodowy o powierzchni 1100 km². 65% przeznaczono dla badań naukowych. W 1992 roku UNESCO wpisało białoruską część Puszczy na Listę Światowego Dziedzictwa Ludzkości.
W roku 1994 ukazuje się „Projekt utworzenia Parku Narodowego Puszczy Białowieskiej”, który zakłada objęcie statusem parku narodowego całej polskiej części Puszczy Białowieskiej. Przeprowadzono w nim analizę zniszczeń poczynionych w Puszczy w XX wieku przez gospodarkę leśną. W tym samym czasie powstaje „Leśny kompleks promocyjny” (526 km²) mający na celu ochronę substancji i walorów Puszczy, w części poza granicami BPN.
Rozporządzeniem Ministra Środowiska w roku 2003 powstaje rezerwat Lasy Naturalne Puszczy Białowieskiej. Obejmuje on obszar lasu o powierzchni 85,8 km², położonego na terenie nadleśnictw: Białowieża, Hajnówka i Browsk. Obszar rezerwatu składa się z 19 fragmentów. Rezerwat ma na celu zachowanie lasów naturalnych (ok. 30,0 km²) i zbliżonych do naturalnych, typowych dla Puszczy Białowieskiej łęgów i olsów oraz siedlisk leśnych z dominacją starych drzewostanów z dużym udziałem olszy, dębu, jesionu.